# Chipre
Chipre (en griego: Κύπρος, romanizado: Kýpros; en turco, Kıbrıs),  oficialmente la República de Chipre (en griego: Κυπριακή Δημοκρατία, romanizado: Kypriakí Dimokratía; en turco: Kıbrıs Cumhuriyeti) es un país insular en el Mediterráneo oriental, siendo el único miembro asiático de los veintisiete Estados soberanos que conforman la Unión Europea. Está situado en la isla homónima y su forma de gobierno es la república presidencialista. Su territorio está organizado en seis distritos administrativos. Su capital es Nicosia.
Si bien es un Estado internacionalmente reconocido, solo controla dos tercios de la isla. El tercio restante (el norte de la isla) lo ocupó Turquía en 1974 e instauró la República Turca del Norte de Chipre. Solo Turquía reconoce a este último territorio. En la isla también se encuentran las bases militares británicas de Acrotiri y Dhekelia. La isla de Chipre está situada en el mar Mediterráneo, a 113 km al sur de Turquía, 120 km al oeste de Siria y 150 km al este de la isla griega de Kastelórizo. Chipre ingresó como miembro de las Naciones Unidas el 20 de septiembre de 1960.
Geográficamente, Chipre pertenece a Asia Occidental (más específicamente, al Cercano Oriente), pero política y culturalmente se considera como parte de Europa. Históricamente, siempre ha sido un puente principal entre los tres continentes, África, Asia y Europa. En tamaño es la tercera isla más grande del mar Mediterráneo, después de Sicilia y Cerdeña. Esta isla tiene una longitud de unos 160 km, a los que hay que añadir los 72 km de un estrecho brazo de tierra situado en su extremo nororiental. La anchura máxima de Chipre es de 97 km.

## Etimología
La referencia atestiguada más antigua sobre Chipre es el griego micénico del siglo XV a. C. ku-pi-ri-jo, que significa «chipriota» (griego: Κύπριος), escrito en escritura silábica lineal B. La forma griega clásica del nombre es Κύπρος (Kýpros).
La etimología exacta del nombre Chipre es desconocida. Algunas sugerencias proponen:
- κυπάρισσος (kypárissos), la palabra griega para el ciprés mediterráneo (Cupressus sempervirens)
- κύπρος (kýpros), el nombre griego del árbol de henna (Lawsonia alba)
- Una palabra eteochipriota para cobre. Se ha sugerido, por ejemplo, que tiene raíces en la palabra sumeria para cobre (zubar) o bronce (kubar), a propósito de los depósitos de mineral de cobre que se encuentran en la isla.[11]

A través del comercio exterior, la isla ha dado su nombre a la palabra latina clásica para «cobre» a través de la frase aes Cyprium, «metal de Chipre», que luego se acortó a Cuprum.

## Historia

### Prehistoria
El sitio con la primera actividad humana conocida en Chipre es Aetokremnos, situado en la costa sur, que indica que los cazadores-recolectores estaban activos en la isla alrededor del 10000 a. C., con comunidades estables en aldeas que datan de 8200 a. C. La llegada de los primeros humanos se correlaciona con la extinción de los hipopótamos enanos y elefantes enanos. Al descubrir los arqueólogos pozos de agua en el oeste de Chipre, los clasificaron entre los más antiguos del mundo, fechados en 9000 a 10 500 años.
Los restos de un gato de ocho meses de edad fueron descubiertos enterrados con su dueño humano en un lugar neolítico en Chipre. La tumba se estima en 9500 años de edad, anterior incluso a la antigua civilización de Egipto y llevando atrás en el tiempo la primera asociación felino-humana conocida.
El notablemente bien conservado poblado neolítico de Choirokoitia (también conocido como Khirokitia) está en la lista de Patrimonio de la Humanidad de la UNESCO y data aproximadamente del año 6800 a. C.

### Antigüedad

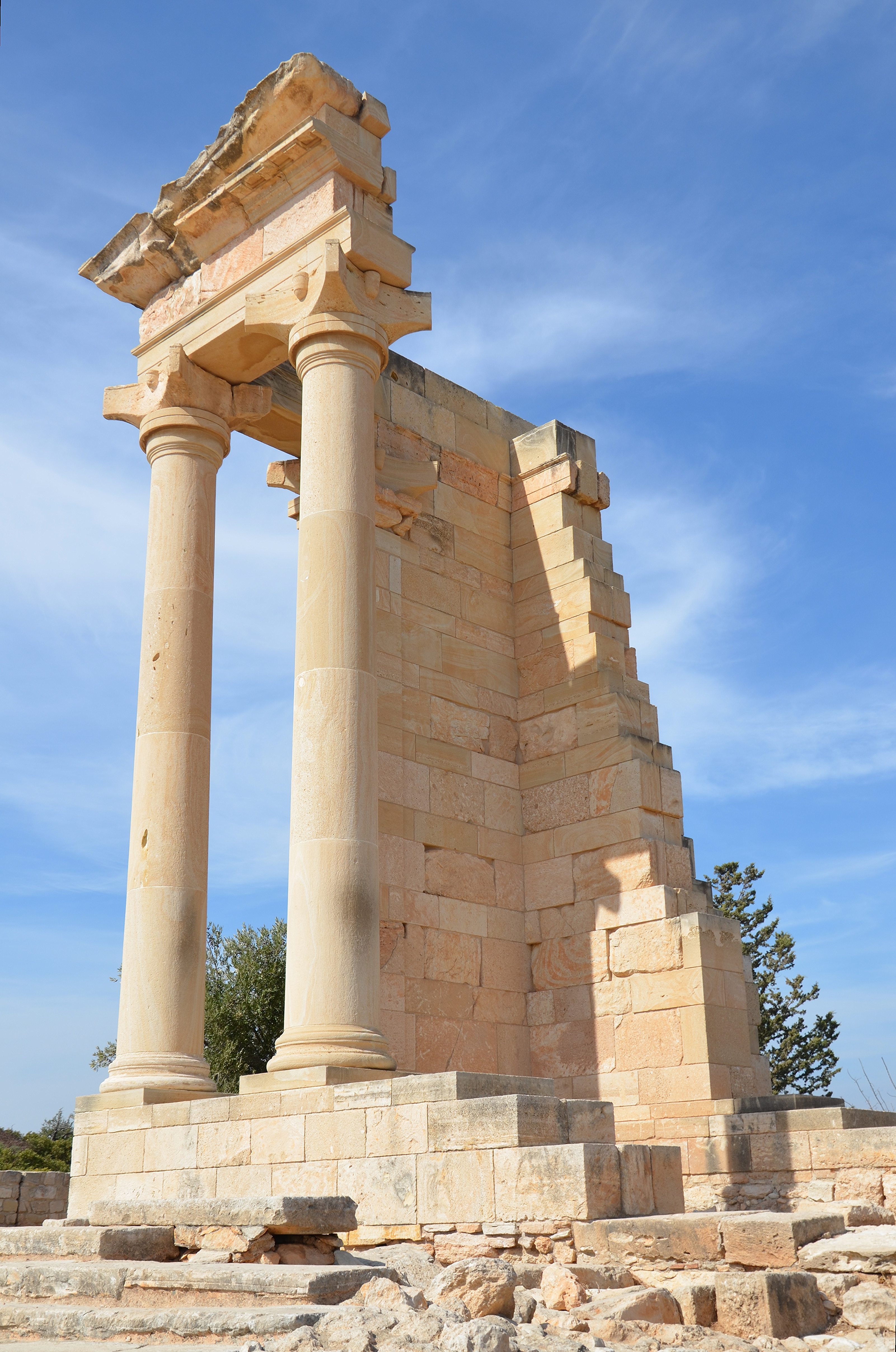
Santuario de Apolo, Kourion

Chipre ha sido ocupada por diversas culturas a lo largo de su historia. La civilización micénica habría llegado hacia el 1600 a. C., y posteriormente se establecieron colonias fenicias y griegas. El Faraón Tutmosis III de Egipto sometió la isla en el año 1500 a. C. y la forzó a pagar tributos, lo que se mantuvo hasta que el dominio egipcio fue remplazado por el de los hititas (que llamaban Alasiya a Chipre en su lengua) en el siglo XIII a. C. Tras la invasión de los pueblos del mar (aprox. 1200 a. C.), los griegos se asentaron en la isla (ca. de 1100 a. C.), actuando decididamente en la conformación de su identidad cultural. Los hebreos la llamaron isla Kittim.
Los asirios invadieron la isla en el año 800 a. C., hasta que el faraón Amasis reconquistó la isla en el año 600 a. C., para luego ser reemplazados por los persas tras la conquista de Egipto por parte de estos. Salamina, la más poderosa de las distintas ciudades-reinos de Chipre en esa época, se rebeló contra el dominio persa en el año 499 a. C., bajo el rey Onisilos. Tanto esta rebelión como los consiguientes intentos griegos de liberar Chipre fracasaron; entre ellos los del rey Evágoras de Salamina, en el año 345 a. C. No obstante, en el año 331 a. C., Alejandro Magno conquistó Chipre, quitándosela a los persas para incluirla de nuevo en el dominio del mundo helénico. La flota chipriota le ayudó a conquistar la costa de Canaan.
Tras la muerte de Alejandro Magno, Chipre fue objeto de las rivalidades entre los generales que le sucedieron debido a su riqueza y estratégica situación, cayendo finalmente bajo el dominio de los Ptolomeos de Egipto.

### Dominio romano
El Imperio romano, finalmente, se apoderó de la isla en el año 57 a. C. La Chipre romana era una pequeña provincia senatorial dentro del Imperio. Aunque era una provincia pequeña, poseía varios santuarios religiosos bien conocidos y ocupaba un lugar destacado en el comercio del Mediterráneo oriental, especialmente en la producción y el comercio del cobre chipriota.
Chipre estaba situada en una posición estratégicamente importante a lo largo de las rutas comerciales del Mediterráneo oriental, y había sido controlada por varias potencias imperiales a lo largo del primer milenio a. C., entre ellas: los asirios, los egipcios, los persas, los macedonios y, finalmente, los romanos. Chipre fue anexionada por los romanos en el 58 a. C., pero las turbulencias y la guerra civil en la política romana no establecieron un gobierno firme en Chipre hasta el 31 a. C., cuando las luchas políticas romanas terminaron con la batalla de Actium y, tras una década, se asignó a Chipre el estatus de provincia senatorial en el 22 a. C. Desde entonces y hasta el siglo VII, Chipre estuvo controlada por los romanos. Chipre pasó a formar parte oficialmente del Imperio Romano de Oriente en el año 293 d. C.

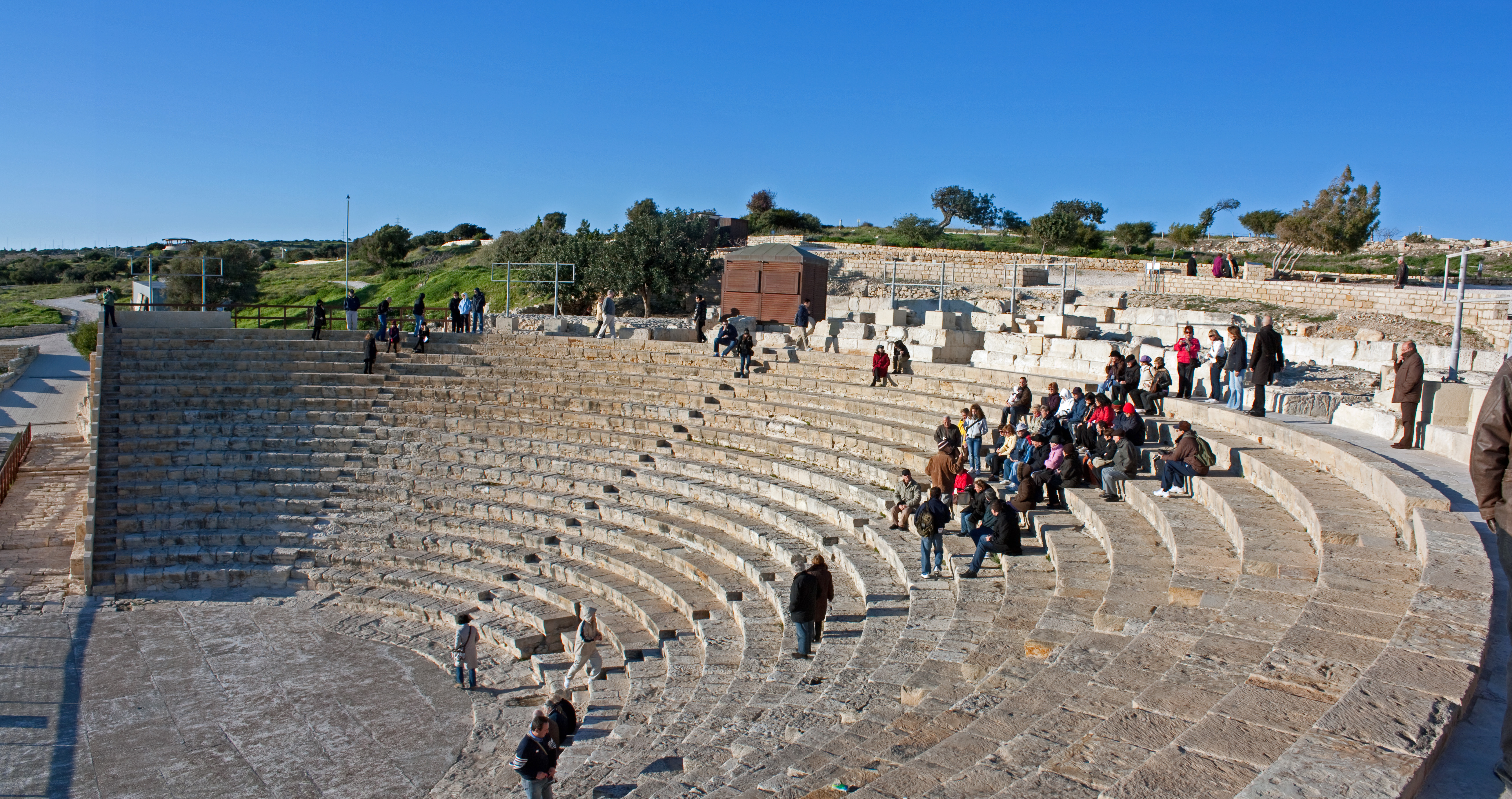
Teatro grecorromano de Kourion, en las afueras de Limasol

Bajo el dominio romano, Chipre estaba dividida en cuatro distritos principales: Salamina, Pafos, Amathus y Lapethos. Pafos fue la capital de la isla durante todo el periodo romano hasta que Salamina fue refundada como Constantia en el año 346 d. C. El geógrafo Ptolomeo registró las siguientes ciudades romanas: Pafos, Salamina, Amatunte, Lapeto, Citio, Curio, Arsínoe, Cirenia, Quitri, Carpasia, Solos y Tamasos, así como algunas ciudades más pequeñas repartidas por la isla.
A partir del año 45 de la Era Cristiana, los predicadores san Pablo y san Bernabé introdujeron el cristianismo en la isla, siendo Chipre el primer país del mundo gobernado por un cristiano. Tras la caída de Roma, Chipre pasó por la dominación bizantina y árabe. En 1192 fue conquistada por los cruzados al mando de Ricardo I Corazón de León, que se coronó como Rey de Chipre.

### Dominio veneciano
La República de Venecia ejerció su dominio sobre Chipre desde 1489, hasta la conquista turco-otomana en 1570. 

### Dominio otomano
En 1570, un asalto otomano a gran escala con 60.000 soldados puso la isla bajo control otomano, a pesar de la dura resistencia de los habitantes de Nicosia y Famagusta. Las fuerzas otomanas que capturaron Chipre masacraron a muchos habitantes cristianos griegos y armenios. La anterior élite latina fue destruida y se produjo el primer cambio demográfico importante desde la antigüedad con la formación de una comunidad musulmana. Los soldados que lucharon en la conquista se asentaron en la isla y los campesinos y artesanos turcos fueron traídos a la isla desde Anatolia. Esta nueva comunidad también incluía a tribus anatolias desterradas, personas «indeseables» y miembros de diversas sectas musulmanas «problemáticas», así como a un número de nuevos conversos en la isla.

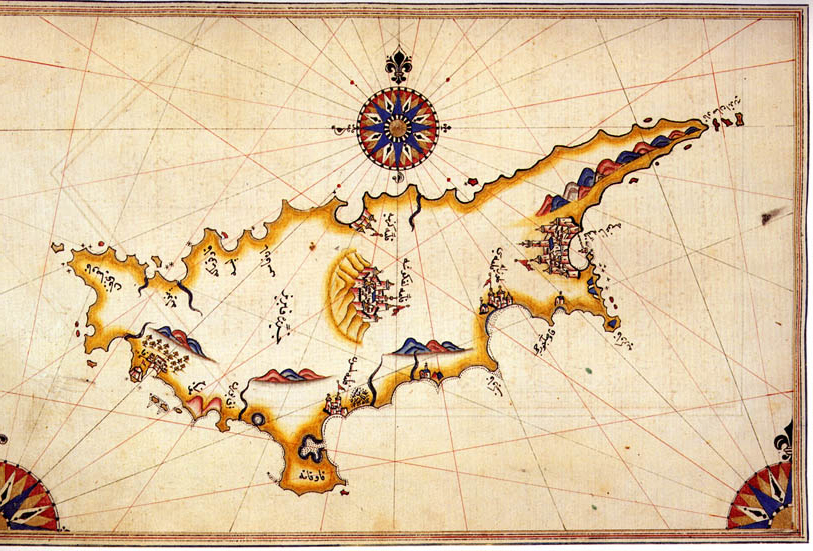
Mapa de Chipre elaborado en el por el cartógrafo otomano Piri Reis

Los otomanos abolieron el sistema feudal que existía anteriormente y aplicaron a Chipre el sistema del millet, según el cual los pueblos no musulmanes eran gobernados por sus propias autoridades religiosas. En un giro respecto a los días de dominio de la Iglesia de rito latino, el jefe de la Iglesia de Chipre fue investido como líder de la población grecochipriota y actuó como mediador entre los grecochipriotas cristianos y las autoridades otomanas. Este estatus garantizó que la Iglesia ortodoxa de Chipre estuviera en condiciones de resistir los constantes intentos de restauración de la autoridad de la Iglesia católica con sede en Roma. El gobierno otomano de Chipre fue a veces indiferente, a veces opresivo, dependiendo del temperamento de los sultanes y de los funcionarios locales, y la isla inició más de 250 años de declive económico.

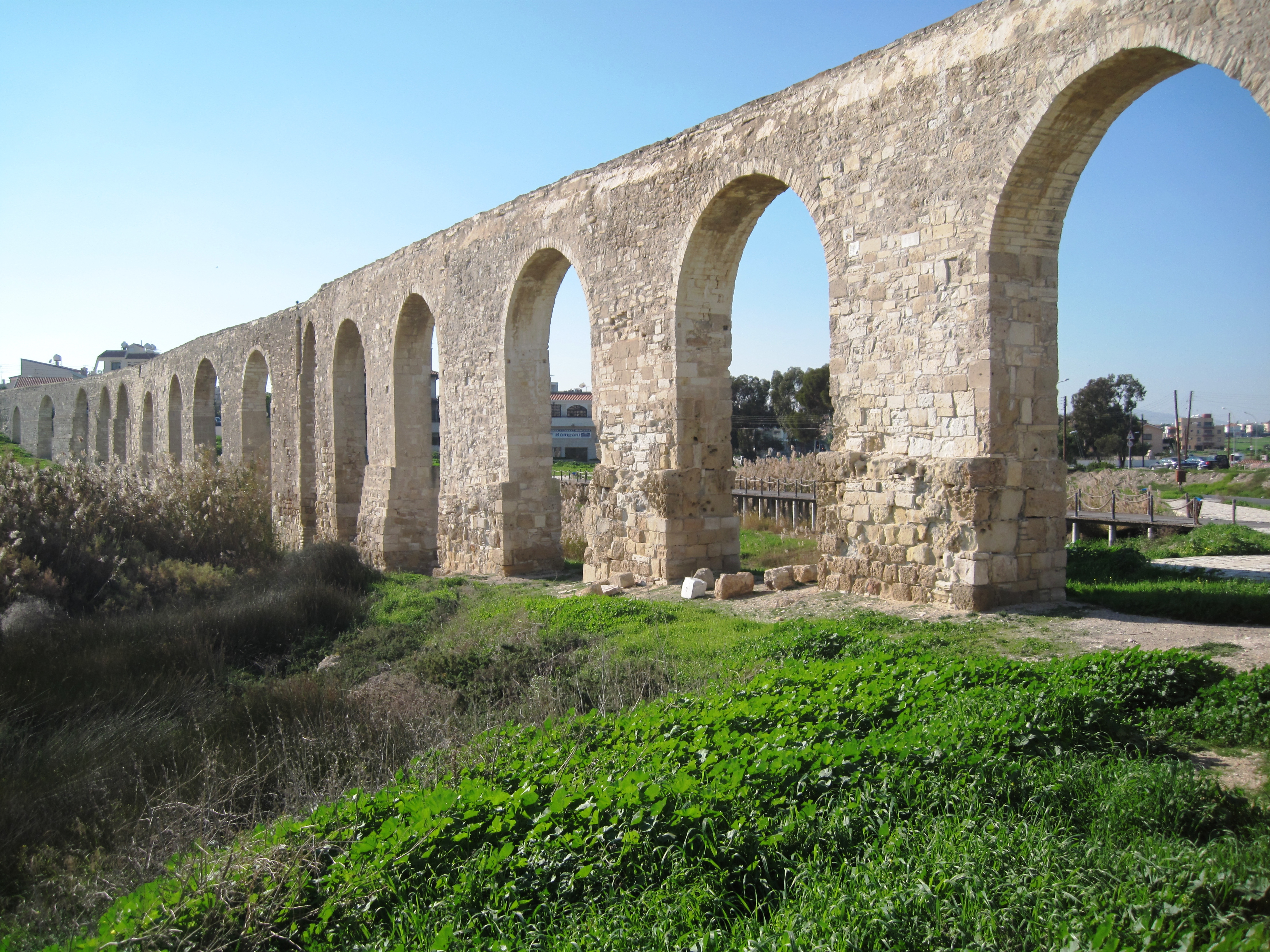
Acueducto de Bekir Pasha en Lárnaca

La proporción entre musulmanes y cristianos fluctuó a lo largo del periodo de dominación otomana. En 1777-78, 47.000 musulmanes constituían la mayoría sobre los 37.000 cristianos de la isla. En 1872, la población de la isla había aumentado a 144.000 personas, de las cuales 44.000 eran musulmanes y 100.000 cristianos. La población musulmana incluía numerosos criptocristianos, entre ellos los linobambaki, una comunidad criptocatólica que surgió debido a la persecución religiosa de la comunidad católica por parte de las autoridades otomanas; esta comunidad se asimilaría a la comunidad turcochipriota durante el gobierno británico.
En cuanto estalló la guerra de Independencia de Grecia en 1821, varios grecochipriotas partieron hacia Grecia para unirse a las fuerzas griegas. En respuesta, el gobernador otomano de Chipre arrestó y ejecutó a 486 destacados grecochipriotas, entre ellos el arzobispo de Chipre, Kyprianos, y otros cuatro obispos. En 1828, el primer presidente de la Grecia moderna, Ioannis Kapodistrias, pidió la unión de Chipre con Grecia, y se produjeron numerosos levantamientos menores. La reacción al mal gobierno otomano dio lugar a levantamientos tanto de grecochipriotas como de turcos, aunque ninguno tuvo éxito. Tras siglos de abandono por parte del Imperio Otomano, la pobreza de la mayoría de la población y los siempre presentes recaudadores de impuestos alimentaron el nacionalismo griego, y en el siglo XX la idea de la enosis, o unión con la nueva Grecia independiente, estaba firmemente arraigada entre los grecochipriotas.
Bajo la dominación otomana, las tasas de alfabetización, escolarización y cálculo eran bajas. Persistieron durante algún tiempo tras el fin del dominio otomano, y luego aumentaron rápidamente durante el siglo XX.

### Dominio británico
Tras el Congreso de Berlín, Chipre pasó a administración británica el 12 de julio de 1878, siendo convertida oficialmente en colonia el 5 de noviembre de 1914, con el inicio de la Primera Guerra Mundial.
Tras la guerra ruso-turca (1877-1878) y el Congreso de Berlín, Chipre fue «arrendada» al Imperio Británico, que asumió de facto su administración en 1878 (aunque, en términos de soberanía, Chipre siguió siendo un territorio otomano de iure hasta el 5 de noviembre de 1914, junto con las actuales Egipto, Sudán y Sudán del Sur) a cambio de garantías de que el Reino Unido utilizaría la isla como base para proteger al Imperio Otomano contra una posible agresión rusa.

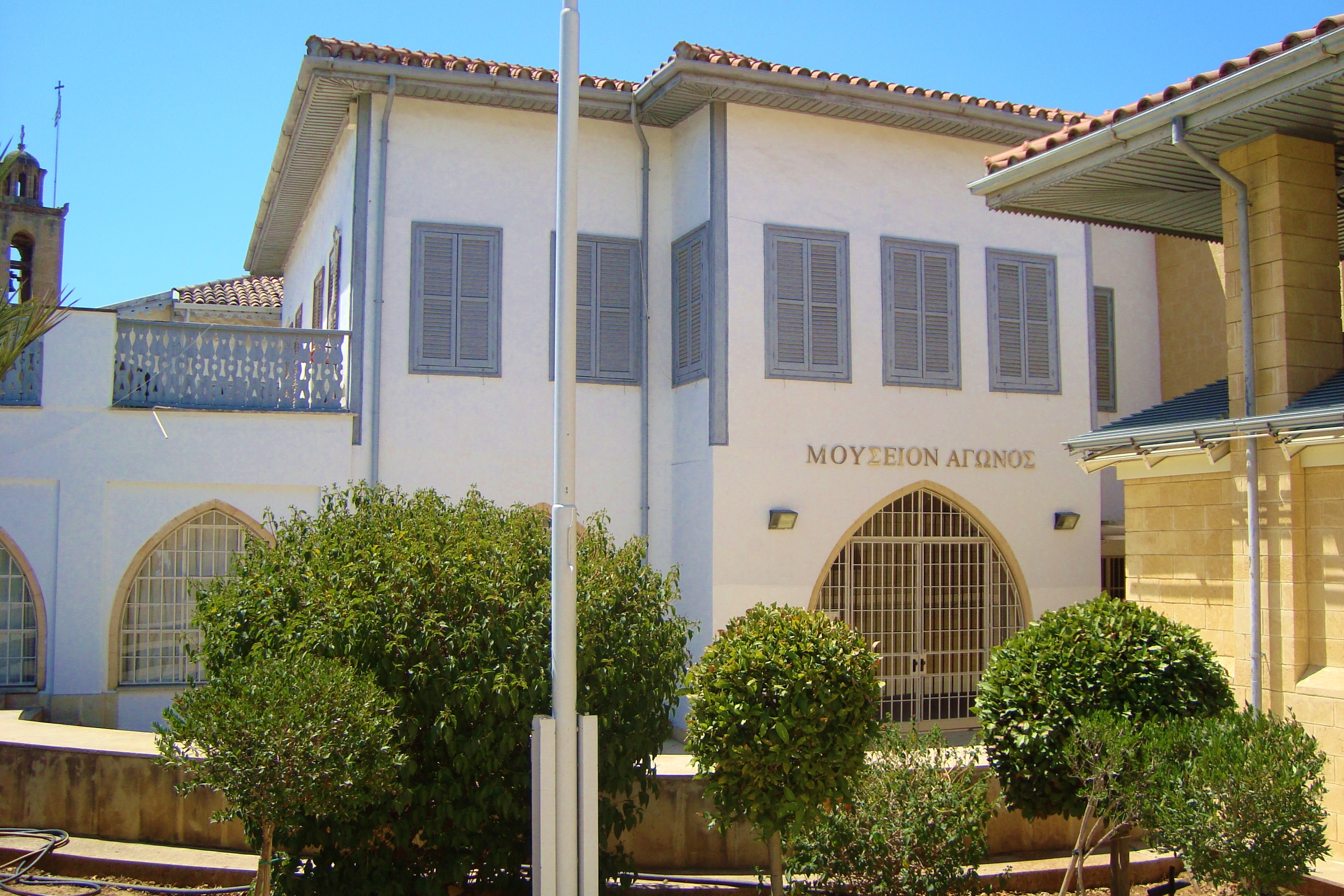
Museo contra la Colonización Británica de Chipre

La isla serviría al Reino Unido como base militar clave para sus rutas coloniales. En 1906, cuando se completó el puerto de Famagusta, Chipre era un puesto naval estratégico que dominaba el Canal de Suez, la principal ruta crucial hacia la India, que era entonces la posesión de ultramar más importante del Reino Unido. Tras el estallido de la Primera Guerra Mundial y la decisión del Imperio Otomano de unirse a la guerra en el bando de las Potencias Centrales, el 5 de noviembre de 1914 el Imperio Británico se anexionó formalmente Chipre y declaró el Jedivato Otomano de Egipto y Sudán como sultanato y protectorado británico
En 1915, el Reino Unido ofreció Chipre a Grecia, gobernada por el rey Constantino I de Grecia, con la condición de que Grecia se uniera a la guerra del lado de los británicos. La oferta fue rechazada. En 1923, en virtud del Tratado de Lausana, la naciente república turca renunció a cualquier reclamación sobre Chipre, y en 1925 fue declarada colonia de la Corona británica. Durante la Segunda Guerra Mundial, muchos grecochipriotas y turcochipriotas se alistaron en el Regimiento de Chipre.
La población grecochipriota, por su parte, tenía la esperanza de que la administración británica condujera a la enosis. La idea de la enosis formaba parte históricamente de la Idea Megali, una ambición política mayor de un Estado griego que englobara los territorios con habitantes griegos del antiguo Imperio Otomano, incluidos Chipre y Asia Menor, con capital en Constantinopla, y fue perseguida activamente por la Iglesia Ortodoxa chipriota, que tenía a sus miembros educados en Grecia. Estos religiosos, junto con oficiales y profesionales militares griegos, algunos de los cuales seguían persiguiendo la idea de Megali, fundarían más tarde la organización guerrillera Ethniki Organosis Kyprion Agoniston u Organización Nacional de Combatientes Chipriotas (EOKA). Los grecochipriotas consideraban la isla como históricamente griega y creían que la unión con Grecia era un derecho natural.
En 1931 comienzan las primeras revueltas a favor de la enosis (unión de Chipre con Grecia). Tras el fin de la Segunda Guerra Mundial, los grecochipriotas aumentan la presión por el fin del dominio británico. Makarios III lidera la campaña por la enosis y es deportado a las islas Seychelles en 1956 tras una serie de atentados en la isla.
En la década de 1950, la búsqueda de la enosis se convirtió en parte de la política nacional griega.
Inicialmente, los turcochipriotas eran partidarios de la continuación del dominio británico, pero se alarmaron ante las peticiones de enosis de los grecochipriotas, ya que consideraban que la unión de Creta con Grecia, que provocó el éxodo de los turcos cretenses, era un precedente que había que evitar y adoptaron una postura favorable a la partición en respuesta a la actividad militante de la EOKA.
Los turcochipriotas también se consideraban a sí mismos como un grupo étnico distinto de la isla y creían que tenían un derecho de autodeterminación separado del de los grecochipriotas. Mientras tanto, en la década de 1950, el líder turco Menderes consideraba a Chipre como una «extensión de Anatolia», rechazaba la partición de Chipre por líneas étnicas y estaba a favor de la anexión de toda la isla a Turquía.
Los eslóganes nacionalistas se centraban en la idea de que «Chipre es turco» y el partido en el poder declaraba que Chipre era una parte de la patria turca vital para su seguridad. Al darse cuenta de que el hecho de que la población turcochipriota fuera solo el 20 % de los habitantes de la isla hacía inviable la anexión, la política nacional cambió para favorecer la partición. El lema «Partición o muerte» se utilizó con frecuencia en las protestas de turcochipriotas y turcos desde finales de la década de 1950 y durante toda la década de 1960. Aunque tras las conferencias de Zúrich y Londres Turquía pareció aceptar la existencia del Estado chipriota y distanciarse de su política de favorecer la partición de la isla, el objetivo de los dirigentes turcos y turcochipriotas siguió siendo el de crear un Estado turco independiente en la parte norte de la isla.
En enero de 1950, la Iglesia de Chipre organizó un referéndum bajo la supervisión de los clérigos y sin la participación de los turcochipriotas, en el que el 96% de los grecochipriotas participantes votaron a favor de la enosis. Los griegos constituían entonces el 80,2% de la población total de la isla (censo de 1946). La administración británica propuso una autonomía restringida en el marco de una constitución, pero finalmente fue rechazada. En 1955 se fundó la organización EOKA, que buscaba la unión con Grecia mediante la lucha armada. Al mismo tiempo, los turcochipriotas crearon la Organización de Resistencia Turca (TMT), que reclamaba la Taksim o partición, como contrapeso. Los funcionarios británicos también toleraron la creación de la organización clandestina turca T.M.T. El secretario de Estado para las Colonias, en una carta fechada el 15 de julio de 1958, había aconsejado al Gobernador de Chipre que no actuara contra T.M.T a pesar de sus acciones ilegales para no perjudicar las relaciones británicas con el gobierno turco.

### Independencia e invasión turca

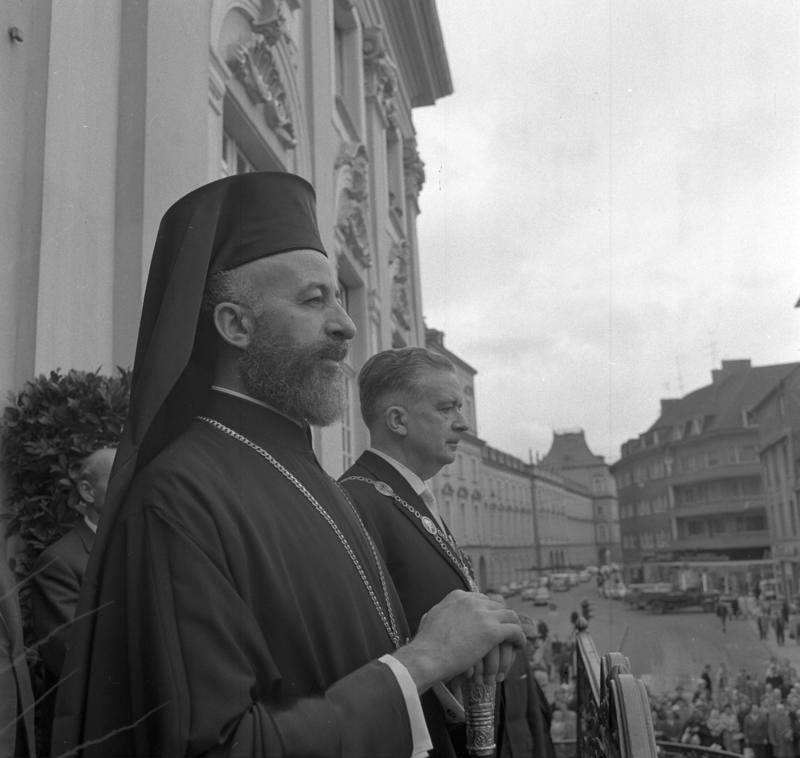
Makarios III, primer presidente de la República de Chipre (1960)

En 1960, Turquía, Grecia y el Reino Unido —junto a las comunidades turcochipriota y grecochipriota— firman un tratado que declara la independencia de la isla y la posesión británica de las bases de Acrotiri y Dhekelia. Makarios asume la presidencia, de modo que la constitución indica que los turcochipriotas estarán a cargo de la vicepresidencia y tendrán poder de veto. Esa peculiar constitución que le fue impuesta dificultó su funcionamiento como Estado y las relaciones entre greco y turcochipriotas se hicieron tensas, desembocando en las explosiones de violencia intercomunitaria de 1963 y 1967, agravada en la zona fronteriza entre ambas comunidades.
El 15 de julio de 1974, un golpe «pro-griego», apoyado por la dictadura griega de los coroneles, depuso al gobierno legítimo, lo que provocó la reacción de Turquía, quien invadió y ocupó militarmente el tercio norte de la isla con 30 000 soldados, incumpliendo ambas partes la legalidad internacional. Este es el origen de la República Turca del Norte de Chipre, un estado de facto que solo es reconocido por Turquía y la Organización para la Cooperación Islámica.
La República de Chipre entra como miembro de la Unión Europea en el 2004, año en el que vota en referéndum el plan Annan para la reunificación chipriota. Sin embargo, el referendo es rechazado por el 76 % de los grecochipriotas.
En las elecciones presidenciales de 2008, tras la segunda vuelta de los comicios, salió vencedor, con el 53,36 % de los votos, Dimítris Christófias, secretario general del Partido Progresista del Pueblo Obrero (AKEL), frente al 46,64 % del exministro de Asuntos Exteriores Ioannis Kasulides. Uno de los objetivos de su candidatura era la reanudación de las negociaciones para la reunificación de Chipre.
En elecciones posteriores el Partido Progresista del Pueblo Obrero pierde la mayoría, y en 2013 es electo presidente Níkos Anastasiádis, líder del partido Agrupación Democrática (DISY).

## Gobierno y política

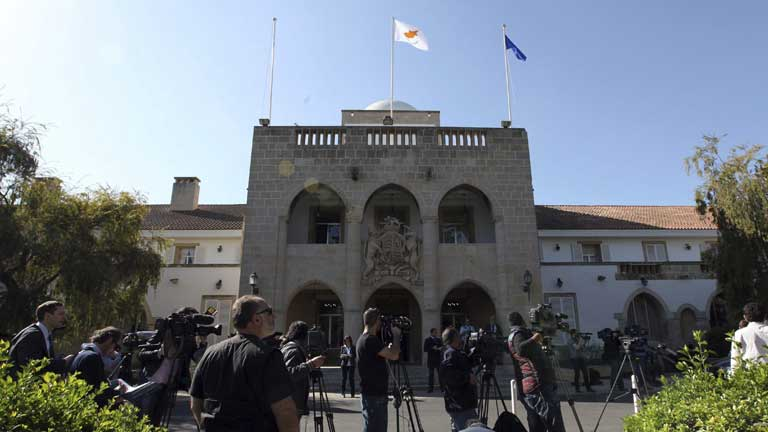
Parlamento de Chipre en Nicosia

El gobierno de Chipre se organiza de acuerdo con la constitución de 1960, que repartió el poder entre las comunidades grecochipriota y turcochipriota. En 1974, Turquía invadió la tercera parte del territorio, al norte del país que se autodeclaró independiente alegando un golpe de Estado de la parte griega.
En 2004 Chipre ingresó en la Unión Europea. Sin embargo, la aplicación del acervo comunitario se limita a la parte sur de la isla, hasta que se produzca la reunificación. Desde 2008 y hasta el 2013 gobernó el parlamento el Partido Progresista de los Trabajadores de Chipre (nombre del Partido Comunista a partir de 1941, conocido como AKEL). Fue relevado por el Partido Democrático de Chipre, tras perder mayoría el partido comunista, en el contexto de la grave crisis económica

### Defensa
La Guardia Nacional de Chipre (en griego: Εθνική Φρουρά, Ethnikí Frourá), también conocida como Guardia Nacional grecochipriota o simplemente Guardia Nacional, es la fuerza militar de la República de Chipre. Esta fuerza consta de elementos de aire, tierra, mar y fuerzas especiales, y está muy integrada con sus reservas de primera y segunda línea, así como con los organismos civiles de apoyo y las fuerzas paramilitares.

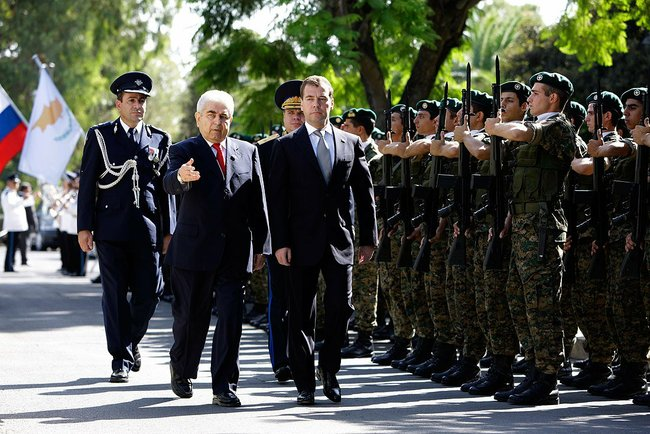
Militares de Chipre formados durante la visita del Presidente Ruso Diitri Medvédev en 2010

La misión de la Guardia Nacional es tomar todas las medidas necesarias para la defensa de la República de Chipre con el fin de hacer frente a una amenaza de invasión o a cualquier acción dirigida contra la independencia o la integridad territorial de la República o que amenace con asegurar la vida o la propiedad de los ciudadanos de la República. La principal amenaza para Chipre proviene de la presencia y formación ofensiva de 50.000 tropas turcas estacionadas en la no reconocida y vecina República Turca del Norte de Chipre.
En la actualidad, Grecia mantiene una guarnición de 950 hombres en la República de Chipre bajo la denominación de Fuerza Helénica en Chipre (ELDYK), pero ésta no forma parte oficialmente del ejército chipriota y en su mayoría recibe órdenes del Estado Mayor del Ejército Helénico de Grecia.
La Guardia Nacional se creó en 1964 como una fuerza compuesta predominantemente por personas de etnia griega, tras la crisis de Chipre de 1963-1964 y la ruptura de las relaciones sociales y políticas entre grecochipriotas y turcochipriotas en la isla de Chipre. Según el Tratado de Alianza tripartito (1960) y la definición de la primera Constitución de 1960-1963, Chipre tenía derecho a un ejército de 2.000 hombres, que debía estar compuesto por un 60% de personal griego y un 40% de personal turco.
El ejército chipriota fue una fuerza voluntaria de corta duración, 1960-4. El primer presidente electo de la República de Chipre, el arzobispo Makarios III, propuso trece enmiendas constitucionales a la constitución de 1960, que habrían ajustado la distribución de la mano de obra y el poder de voto para todos los servicios civiles y militares. Este ajuste pretendía dar mayor representación e influencia a la mayoría grecochipriota, que en aquel momento formaba alrededor del 82% de la población autóctona de la isla.
El servicio militar en la República de Chipre es obligatorio para los hombres (Efthymiou 2016). En la actualidad, el periodo de servicio obligatorio es de 14 meses. Legalmente, la comunidad grecochipriota comprende a la población de etnia griega, así como a los chipriotas pertenecientes a tres minorías cristianas: armenios, católicos de rito latino y católicos maronitas. Desde 2008, el servicio es obligatorio para todos los miembros de la comunidad grecochipriota y no solo para los grecochipriotas étnicos. El actual comandante supremo es un militar griego, como lo han sido todos sus predecesores.
Todos los visitantes varones, independientemente de la ciudadanía que posean, que lleguen a la isla en edad militar (a partir de los 16 años) y que tengan un progenitor de origen chipriota también pueden cumplir el servicio militar; para quedar exentos del servicio militar deben obtener un visado de salida en una oficina del Ministerio de Defensa para poder salir legalmente de la isla.

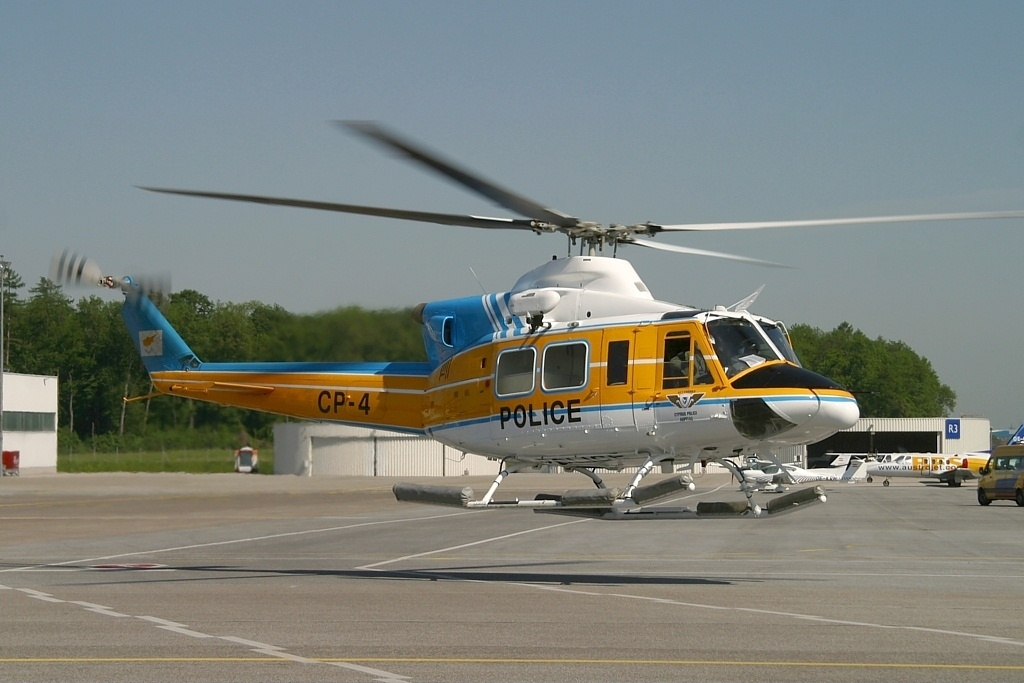
Helicóptero Bell 412EP de la Policía de Chipre

### Policía
La policía de Chipre (en griego: Αστυνομία Κύπρου) es el Servicio Nacional de Policía de la República de Chipre y depende del Ministerio de Justicia y Orden Público desde 1993.
Los deberes y responsabilidades de la Policía de Chipre se establecen en la Ley de Policía modificada (N.73(1)) de 2004 e incluyen el mantenimiento de la Ley y el Orden, la prevención y detección de delitos, así como la detención y puesta a disposición judicial de los delincuentes.
Aunque la historia de la aplicación de la ley en Chipre se remonta a 1879, cuando el entonces Gobierno Colonial Británico aprobó la primera Ley de Policía, que operaba una fuerza de gendarmería montada conocida como la Policía Militar de Chipre, la historia de la Policía de Chipre comienza con el establecimiento de la República de Chipre en 1960.
En 1960 se crearon dos Fuerzas de Seguridad Pública en el marco de la Constitución: la Policía, encargada de vigilar las zonas urbanas, y la Gendarmería, encargada de vigilar las zonas rurales. Un jefe grecochipriota y un jefe turcochipriota administraron las dos Fuerzas respectivamente.
Las dos fuerzas de la policía se unieron para formar el actual servicio de policía durante el año 1964, poco después de los problemas intercomunitarios entre las comunidades griega y turca, como resultado de los cuales los oficiales turcochipriotas abandonaron sus puestos. Además, el conflicto creó grandes problemas para la policía, que tuvo que manejar la situación, junto con el entonces escaso ejército chipriota, ya que era la única fuerza organizada.
Con la creación de la Guardia Nacional chipriota en 1964, las funciones de carácter militar se transfirieron a la Guardia Nacional y la policía se limitó de nuevo a sus funciones habituales.

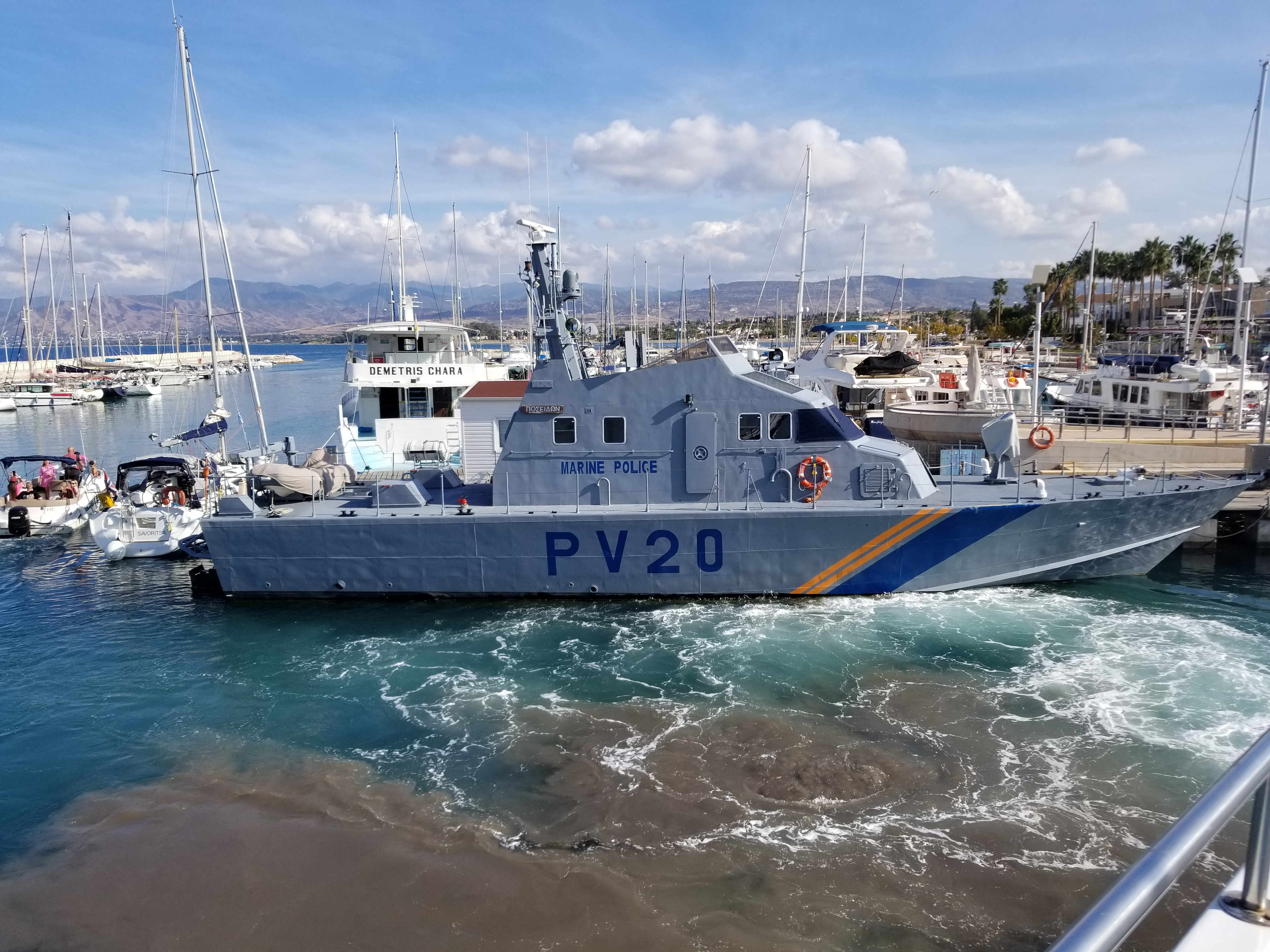
Una de las embarcaciones de la Policía de Chipre

También es destacable la existencia de un museo dedicado a la historia de la Policía de Chipre y de las fuerzas del orden en general, con una historia propia. El Museo de la Policía de Chipre, propiedad de la Policía de Chipre y gestionado por el Departamento A' de la Jefatura de Policía, está abierto al público en general.

### Derechos humanos
En materia de derechos humanos, respecto a la pertenencia a los siete organismos de la Carta Internacional de Derechos Humanos, que incluyen al Comité de Derechos Humanos (HRC), Chipre ha firmado o ratificado:
| Chipre | Tratados internacionales | Tratados internacionales | Tratados internacionales | Tratados internacionales | Tratados internacionales | Tratados internacionales | Tratados internacionales | Tratados internacionales | Tratados internacionales | Tratados internacionales | Tratados internacionales | Tratados internacionales | Tratados internacionales  | Tratados internacionales    | Tratados internacionales | Tratados internacionales  | Tratados internacionales | Tratados internacionales  |
| --- | ------------------------ | ------------------------ | ------------------------ | ------------------------ | --- | ------------------------ | ------------------------ | --- | ------------------------ | ------------------------ | ------------------------ | ------------------------ | ------------------------- | --------------------------- | ------------------------ | ------------------------- | ------------------------ | ------------------------- |
| Chipre | CESCR                    | CESCR                    | CCPR                     | CCPR                     | CCPR | CERD                     | CED                      | CEDAW | CEDAW                    | CAT                      | CAT                      | CRC                      | CRC                       | CRC                         | CRC                      | MWC                       | CRPD                     | CRPD                      |
| Chipre | CESCR                    | CESCR-OP                 | CCPR                     | CCPR-OP1                 | CCPR-OP2-DP | CERD                     | CED                      | CEDAW | CEDAW-OP                 | CAT                      | CAT-OP                   | CRC                      | CRC-OP-AC                 | CRC-OP-SC                   | CRC-OP-CP                | MWC                       | CRPD                     | CRPD-OP                   |
| Pertenencia | Firmado y ratificado.    | Sin información.         | Firmado y ratificado.    | Firmado y ratificado.    | Chipre ha reconocido la competencia de recibir y procesar comunicaciones individuales por parte de los órganos competentes. | Firmado y ratificado.    | Sin información.         | Chipre ha reconocido la competencia de recibir y procesar comunicaciones individuales por parte de los órganos competentes. | Firmado y ratificado.    | Firmado y ratificado.    | Sin información.         | Firmado y ratificado.    | Ni firmado ni ratificado. | Firmado pero no ratificado. | Sin información.         | Ni firmado ni ratificado. | Firmado y ratificado.    | Ni firmado ni ratificado. |
| Firmado y ratificado, firmado, pero no ratificado, ni firmado ni ratificado, sin información, ha accedido a firmar y ratificar el órgano en cuestión, pero también reconoce la competencia de recibir y procesar comunicaciones individuales por parte de los órganos competentes. |                          |                          |                          |                          | |                          |                          | |                          |                          |                          |                          |                           |                             |                          |                           |                          |                           |

En el informe «Freedom in the World 2011», la organización estadounidense Freedom House calificó a la República de Chipre como «libre». En enero de 2011, el Informe de la Oficina del Alto Comisionado de las Naciones Unidas para los Derechos Humanos sobre la cuestión de los derechos humanos en Chipre señaló que la actual división de Chipre sigue afectando a los derechos humanos en toda la isla «incluida la libertad de circulación, los derechos humanos relativos a la cuestión de las personas desaparecidas, la discriminación, el derecho a la vida, la libertad de religión y los derechos económicos, sociales y culturales». La constante atención a la división de la isla puede enmascarar a veces otras cuestiones de derechos humanos.

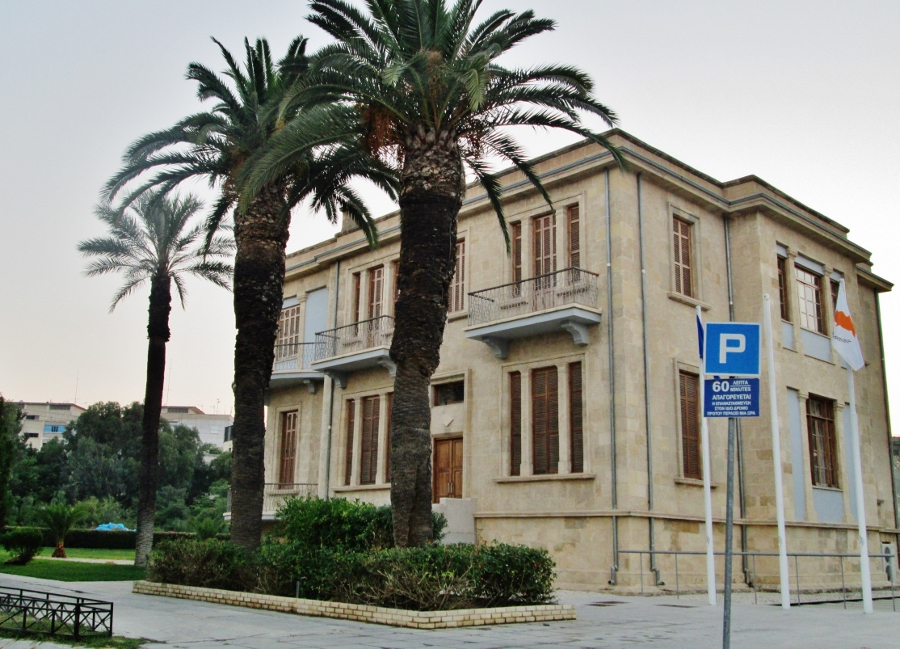
Corte Suprema de Justicia de Chipre

En 2014, el Tribunal Europeo de Derechos Humanos ordenó a Turquía que pagara más de 100 millones de dólares en concepto de indemnización a Chipre por lo que calificó como una invasión; el gobierno en Ankara anunció que ignoraría la sentencia. En 2014, un grupo de refugiados chipriotas y un parlamentario europeo, a los que posteriormente se unió el gobierno chipriota, presentaron una denuncia ante la Corte Internacional de Justicia, acusando a Turquía de violar los Convenios de Ginebra al trasladar directa o indirectamente a su población civil a territorio ocupado.
Otras presuntas violaciones de las Convenciones de Ginebra y de La Haya -ambas ratificadas por Turquía- equivalen a lo que el arqueólogo Sophocles Hadjisavvas denominó «la destrucción organizada del patrimonio griego y cristiano en el norte». Estas violaciones incluyen el saqueo de tesoros culturales, la destrucción deliberada de iglesias, el abandono de obras de arte y la alteración de los nombres de importantes lugares históricos, lo que fue condenado por el Consejo Internacional de Monumentos y Sitios. Hadjisavvas ha afirmado que estas acciones están motivadas por la política turca de borrar la presencia griega en el norte de Chipre en un marco de lo que califica como una limpieza étnica. Sin embargo, según críticas algunos autores podrían estar motivados por la búsqueda beneficios.
El experto en derecho del arte Alessandro Chechi ha clasificado la conexión de la destrucción del patrimonio cultural con la limpieza étnica como el «punto de vista grecochipriota», que según él ha sido descartado por dos informes de la PACE. Chechi afirma la responsabilidad conjunta de griegos y turcochipriotas en la destrucción del patrimonio cultural en Chipre, señalando la destrucción del patrimonio turcochipriota en manos de supuestos extremistas grecochipriotas.

### Relaciones exteriores

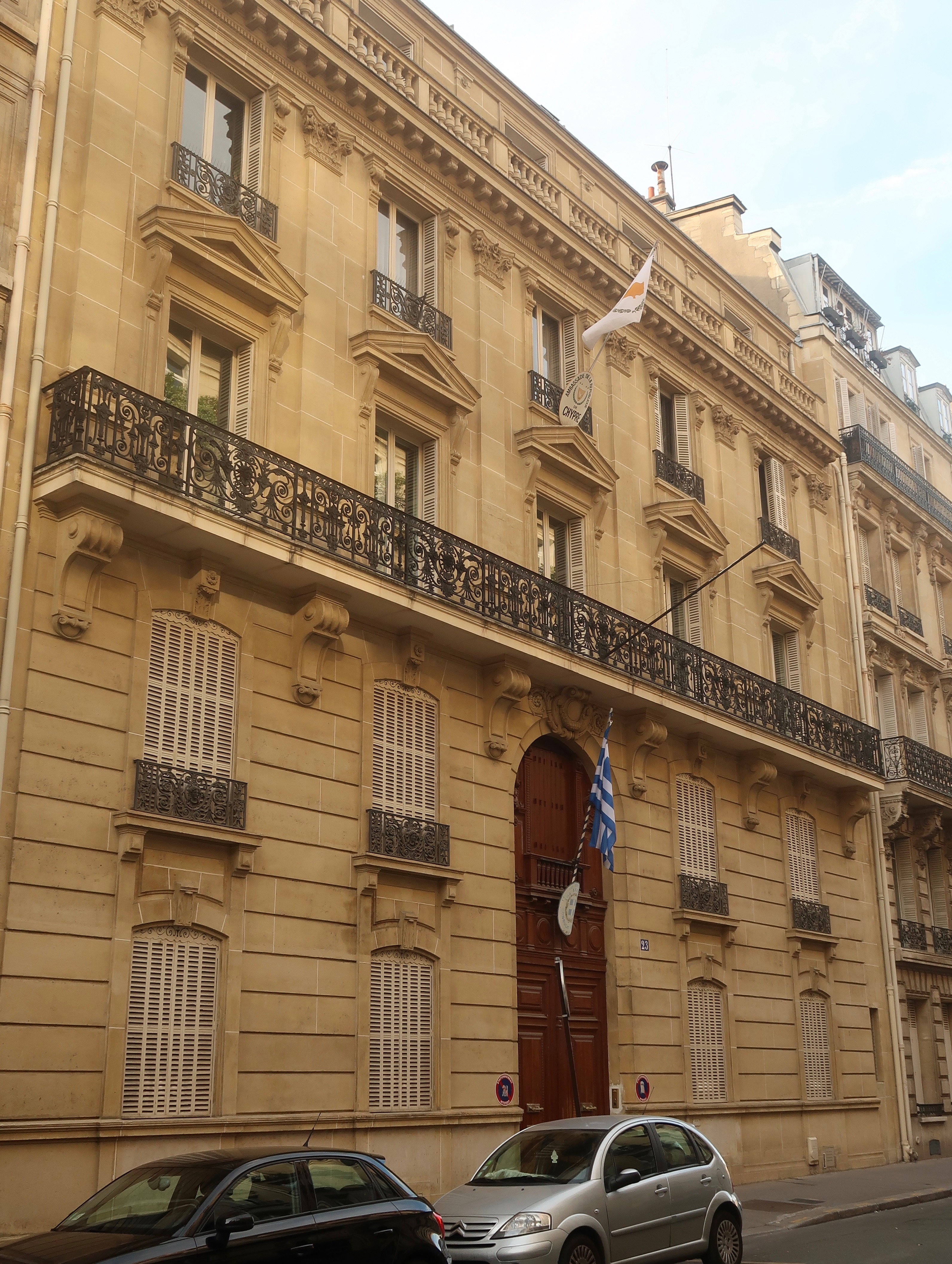
Embajada de Chipre y Consulado general de Grecia en París, Francia

Las relaciones exteriores de Chipre está íntimamente ligadas con las internas por ocupación turca en el norte de Chipre y la autoproclamada República Turca del Norte de Chipre, con la cual el gobierno grecochipriota no mantiene relaciones diplomáticas al igual que no la hace con Turquía.
Mantiene relaciones con Grecia, Israel, Egipto y Líbano por explotación de gas natural en esta región. Mantiene buenas relaciones con los países vecinos árabes para evitar el reconocimiento de la República Turca del Norte de Chipre y también con Rusia, además de ser un apoyo sumamente importante y constante para Chipre en el seno del Consejo de Seguridad, y de ser un socio económico.
El país es, desde el mismo año de su independencia, miembro de la ONU. El Consejo de Seguridad de esta ha adoptado más de 130 resoluciones con relación a Chipre (la primera, en 1964) y la Asamblea General, otras 16 (desde 1974). UNFICYP es una de las misiones más antiguas de la ONU, ya que se creó en 1964 como fuerza de interposición entre greco- y turco-chipriotas. Sus atribuciones se vieron ampliadas en 1974 para supervisar la línea de alto-el-fuego, así como proporcionar asistencia humanitaria. En la actualidad cuenta con 850 soldados y 60 policías en la Línea Verde.
La República Turca del Norte de Chipre no es reconocida internacionalmente por ningún Estado exceptuando Turquía, goza del estatuto de observador ante la Organización para la Cooperación Islámica, aunque su secretario general realizó unas declaraciones, en abril de 2012, a favor de elevar dicho estatus al de Estado miembro.
Asimismo, los dos países comparten posturas próximas con relación al estatus internacional de Kosovo.
Chipre, al ser un país política y culturalmente europeo, y por ser parte de la Unión Europea, tiende a tener buenas relaciones con el exterior. Tiene embajadas en la totalidad de Norteamérica, con Cuba y Brasil en el resto en América. En África solo tiene embajadas en Egipto, Libia y Sudáfrica, y en Europa tiene embajadas en la mayoría de los países miembros de la Unión Europea. También tiene embajadas en Serbia, Rusia, Ucrania y la Santa Sede. En Asia tiene embajada en la Autoridad Palestina, China, Emiratos Árabes Unidos, India, Indonesia, Irán, Israel, Jordania, Kuwait, Líbano, Omán y Catar; y en Oceanía solo tiene embajada en Australia.
Chipre es miembro de la Commonwealth desde 1961.

## Organización político-administrativa
La República de Chipre se encuentra dividida en seis distritos administrativos: Nicosia, Famagusta, Limassol, Pafos, Lárnaca y Kyrenia. Cada distrito está gobernado por un representante del gobierno central. Los distritos de Famagusta, Kyrenia y parte del de Nicosia, se encuentran enclavados dentro de la autoproclamada República Turca del Norte de Chipre (en turco: Kuzey Kıbrıs Türk Cumhuriyeti [KKTC]) y no están bajo control del gobierno chipriota desde hace décadas, por lo que su organización administrativa es meramente simbólica.
A su vez, los territorios de las bases de soberanía de Acrotiri, en el sur de la isla, y de Dhekelia, hacia el este, están bajo el mando de un administrador designado por el Reino Unido. En estos territorios existen bases militares del gobierno británico.

## Geografía
Chipre es una isla del mar Mediterráneo, al sur de Turquía. Es la tercera isla mediterránea en tamaño, superada por Cerdeña (la segunda) y Sicilia (la primera). Chipre tiene una moderada actividad volcánica (y sísmica), y sequías, también tiene 9251 km² (de los cuales 3355 km² se encuentran bajo dominio de la autoproclamada República Turca del Norte de Chipre), también de los cuales 648 km son de costa.
El país es predominantemente montañoso con dos cadenas de montañas: Pentadáctylos, en el norte, y Troodos, en el suroeste, que culmina en el pico del Monte Olimpo (1951 m). Entre ellas se encuentra situada la mayor llanura: Mesaoria.
Chipre mide 240 kilómetros a lo largo y 100 de ancho, quedando Turquía a 75 km al norte. Otros territorios vecinos son Siria y el Líbano al este (105 km y 108 km, respectivamente), Israel 200 km al sureste, Egipto 380 km al sur y Grecia al oeste-noroeste: 280 km hasta la pequeña isla de Kastellórizo (Meyísti) en el Dodecaneso, 400 km a Rodas y 800 km a la Grecia continental.
El punto más bajo de Chipre es el nivel del mar (0 m), mientras que el punto más alto es el Monte Olimpo, perteneciente al macizo de Troodos, que alcanza 1951 m de altura.

### Ubicación
A 480 km al este de Grecia (costa oriental de la isla de Rodas), a 415 km al norte de Egipto, 130 km al oeste de la República Árabe Siria, y 94 km al sur de Turquía.

### Ecología
El bioma dominante de la isla de Chipre es el bosque mediterráneo. La WWF considera que la isla constituye por sí misma una ecorregión independiente, denominada bosque mediterráneo de Chipre.

Mapa de Chipre.

Chipre tiene una rica flora y una fauna diversa aunque con relativamente pocos mamíferos. Al igual que la mayoría de los países modernos, los hábitats naturales en Chipre han ido desapareciendo constantemente, conservando actualmente solo el 20 % de su hábitat original debido a la rápida urbanización, uso de bosques con fines comerciales, turismo y otras razones.
Chipre se encuentra en el cruce de las tres principales zonas de flora de Europa, Asia y África, y por lo tanto no es de extrañar que el número de especies vegetales que se encuentran en la isla se extiende a 1750, de las cuales 126 son endémicas. En la península Akamas el número de especies es de aproximadamente 530, de las cuales 33 son endémicas. Así, el valor ecológico y científico de la zona es evidente por sí mismo.
Alrededor del 8 % de las plantas autóctonas de la isla, 125 especies y subespecies diferentes, son endémicas. Gran variedad de hábitats de la isla, que se atribuye a un microclima variada y geología, es la razón principal que contribuyó a este alto número de especies endémicas. Los bosques de pino carrasco, sabina, rockrose y los mosaicos de pino carrasco se encuentra con maquis, son las principales comunidades vegetales de la zona.
La variedad de fauna es igualmente impresionante teniendo así con 168 aves, 12 mamíferos, 20 reptiles y 16 especies de mariposas que han sido vistos en la zona.
Con sus cerca de 1800 especies y subespecies de plantas con flores, siendo una isla, se encuentra aislada lo suficiente para permitir la evolución de un fuerte elemento de floración endémica. Al mismo tiempo estar rodeado de grandes continentes, que incorpora elementos botánicos de las masas de tierra vecinas.
De acuerdo con la evidencia existente, los primeros animales que llegaron fueron hipopótamos y elefantes, ambos excelentes nadadores. Llegaron hace 1,5 millones de años y aparte de algunas musarañas y ratones, fueron los únicos mamíferos terrestres de itinerancia de la isla antes de la llegada del hombre hace 9000 años.

### Relieve

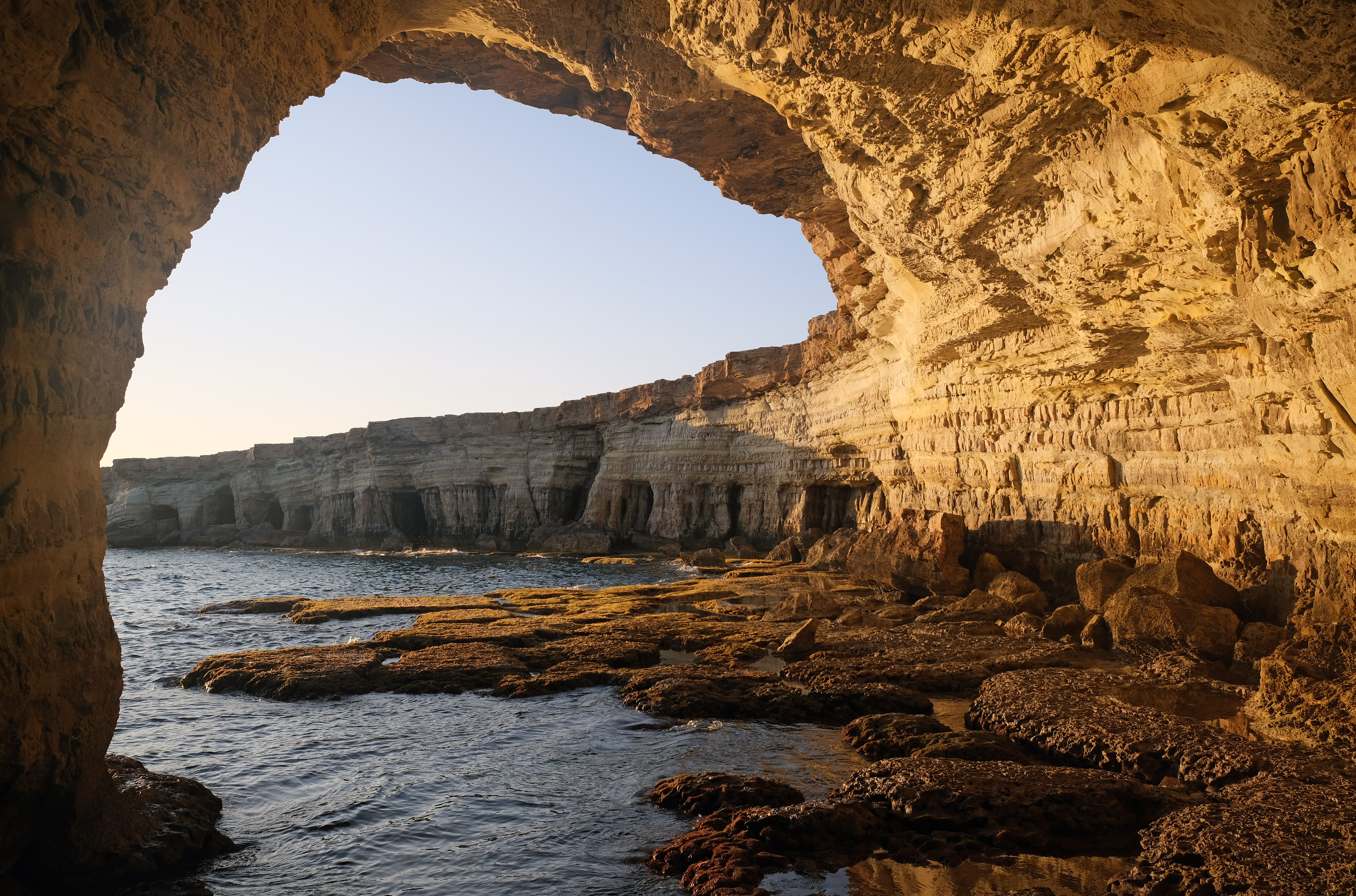
Cuevas Marinas en Cabo Greco, en el sureste de Chipre

El relieve de la isla de Chipre se caracteriza por la existencia de dos cordilleras casi paralelas que recorren la isla de este a oeste. La septentrional son los estrechos montes Pentadáctylos o Kyrenia, de suelo calcáreo; ocupa una superficie sustancialmente menor que la cordillera meridional, y sus alturas son también inferiores. La del sur son los montes Troodos (máxima altura, Monte Olimpo, 1.953 m), de tipo volcánico; cubren la mayor parte de las porciones meridionales y occidentales de la isla y más o menos cubren la mitad de su superficie. Los dos sistemas montañosos corren en términos generales en paralelo a los Montes Tauro en el continente turco, cuya silueta es visible desde el norte de Chipre. Entre ambas cordilleras se encuentra una llanura central llamada Messaria (otras versiones del nombre, Mesorea y Mesaoria. Las tierras bajas costeras, que varían en anchura, rodean la isla.

### Hidrografía
Los principales ríos, Pedieos e Ialias, recorren la depresión central. Solían padecer frecuentes inundaciones, pero actualmente se regulan por embalses y sistemas de regadío.
La costa tiene 648 km de longitud. En su parte septentrional, la isla es alta y uniforme. La del sur presenta una orografía más suave, con varias ensenadas como las bahías de Famagusta y Lárnaca.
Otro accidente geográfico significativo del litoral chipriota es la península de Karpas.

### Clima

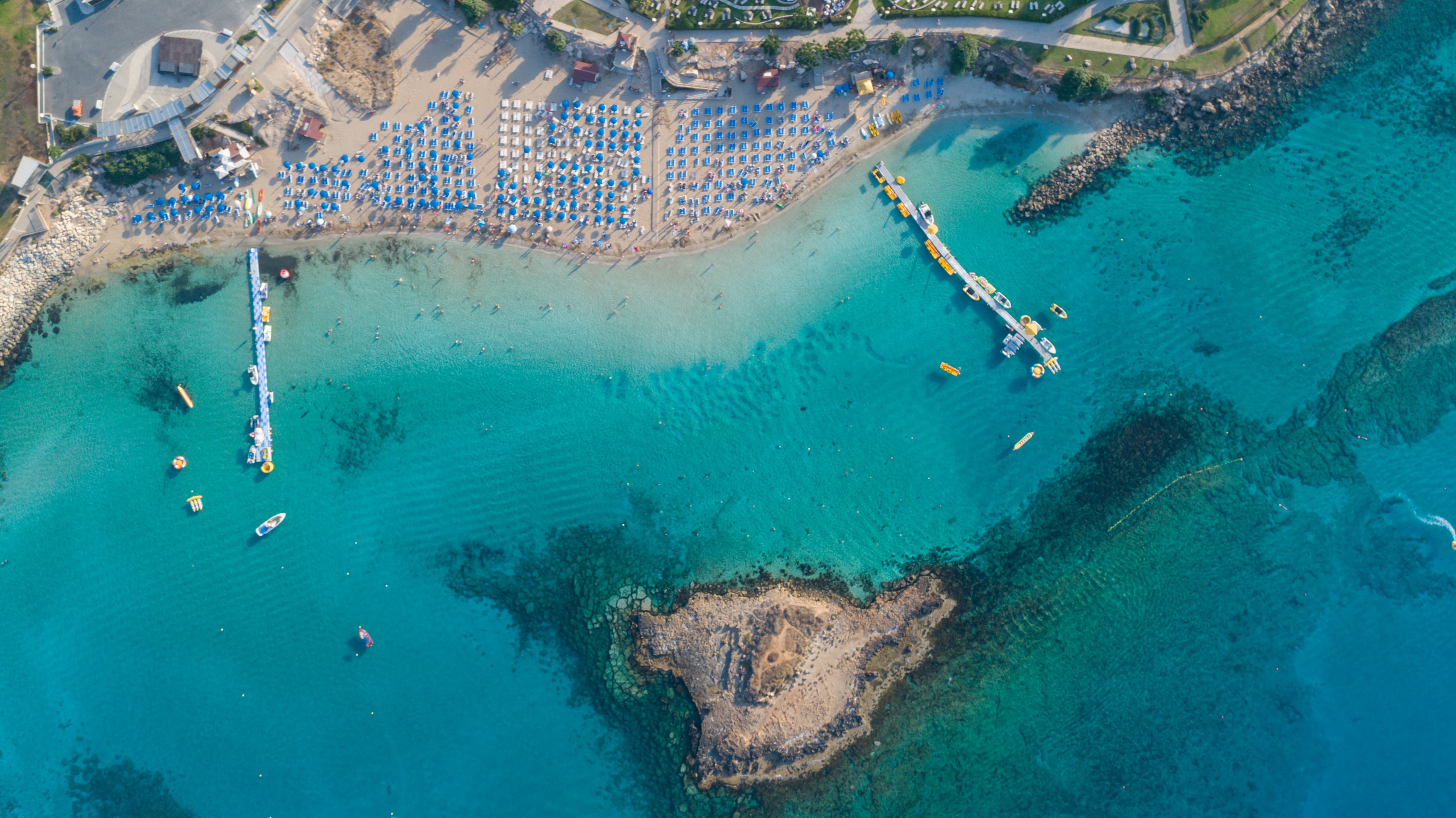
Playa en Protaras, Chipre

El clima del país es templado-mediterráneo, con cálidos y secos veranos, e inviernos templados en general, aunque más rigurosos en las alturas de Troodos. La pluviosidad media anual es de 500 mm (l/m²), y las precipitaciones de diciembre a febrero representan casi dos tercios del total anual.
Chipre es una isla de clima mediterráneo, lo que favorece la agricultura. Las variaciones en la temperatura y las precipitaciones están determinadas por la altitud y, en menor medida, por la distancia a la costa. Los veranos son secos y muy calurosos (temperatura media en julio-agosto 19-29 °C). La estación veraniega va desde mediados de mayo hasta mediados de septiembre. Es la isla más cálida del Mediterráneo y Nicosia la ciudad con más altas temperaturas de Europa, con una media anual de 19,5 °C. En verano, la isla está principalmente bajo la influencia de una depresión poco profunda de bajas presiones que se extiende desde la gran depresión continental centrada en Asia occidental. Es una estación de altas temperaturas con cielos prácticamente sin nubes. La estación invernal, entre noviembre y mediados de marzo, es templada (temperatura media en enero 10-13 °C). Las estaciones primaveral y otoñal son breves.
Las temperaturas en verano son altas en las llanuras, incluso a orillas del mar, y alcanzan registros incómodos en la Mesaoria. La temperatura media diaria en julio y agosto está entre los 29 °C de la llanura central y los 22 °C de los montes Troodos, mientras que la temperatura máxima media para estos tres meses está entre los 36 °C y los 27 °C, respectivamente. Debido al ardiente calor de la llanura, algunos de los pueblos de los Troodos se han desarrollado como centros de veraneo, con temporada de invierno y de verano. La temperatura media anual para la isla en su conjunto es de alrededor de 20 °C. Los inviernos son suaves, con una temperatura media en enero de 10 °C en la llanura central y de 3 °C en las partes altas de los montes Troodos y con una temperatura mínima media de 5 a 0 °C respectivamente, pudiendo llegar a los –7 °C en las montañas.

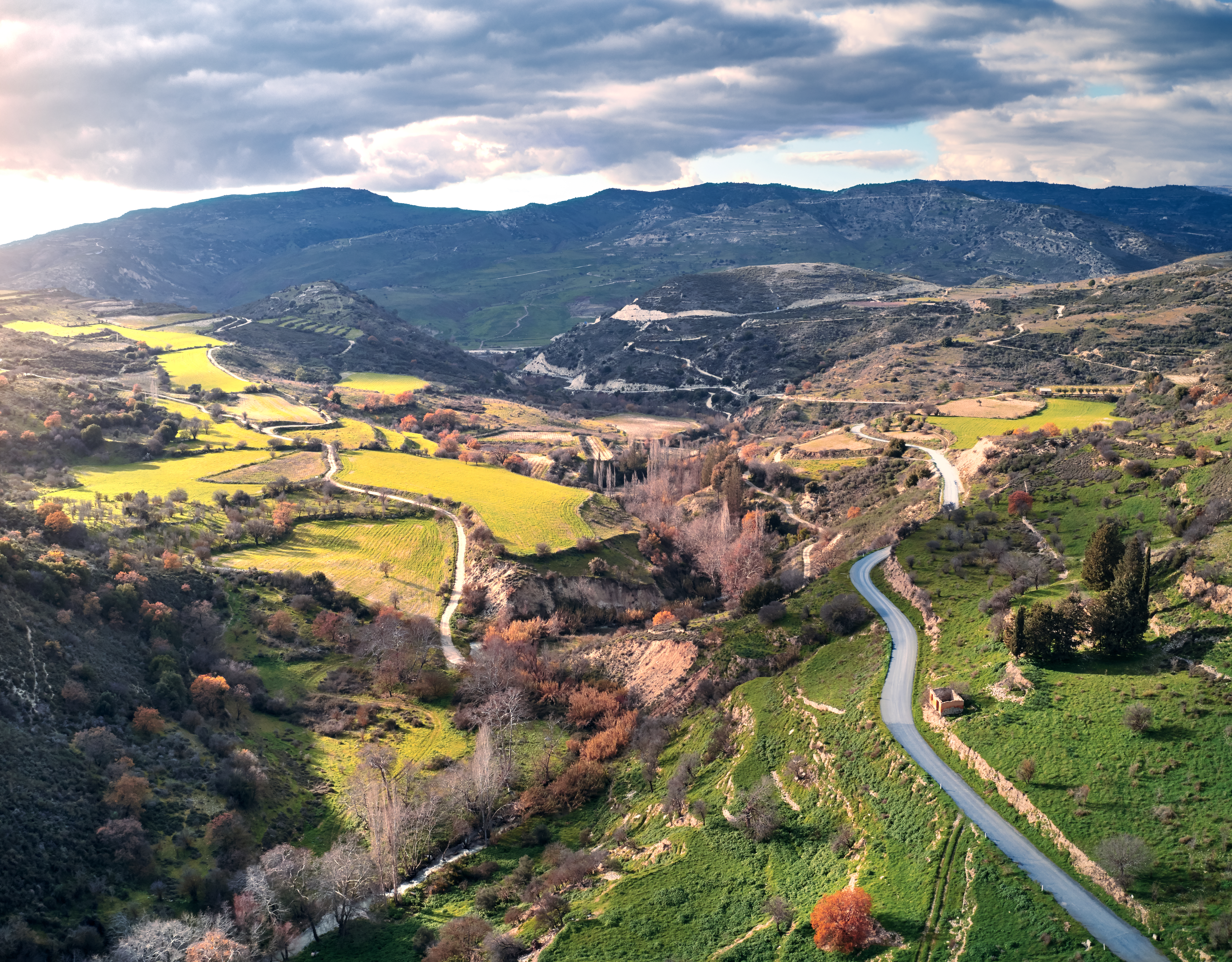
Paisaje de la isla

En el otoño y el invierno llueve, especialmente entre noviembre y marzo. La pluviosidad media anual es de 500 mm, y las precipitaciones de diciembre a febrero representan el 60 % de la precipitación total anual. En el invierno, Chipre queda cerca de las frecuentes depresiones de pequeño tamaño que cruzan el Mediterráneo de oeste a este entre el anticiclón continental de Eurasia y el cinturón generalmente de bajas presiones de África del Norte. Estas depresiones proporcionan períodos de tiempo tormentoso que normalmente dura un día más o menos, y produce la mayor parte de las precipitaciones anuales.
Las zonas más altas, montañosas, son más frescas y húmedas que el resto de la isla. Reciben las máximas precipitaciones anuales, lo que puede llegar a 1000 mm. También puede haber heladas intensas en estos distritos altos, que normalmente están blancos por la nieve en los primeros meses del año. La nieve en las costas es extremadamente rara y usualmente cae mezclada con la lluvia. Solo en febrero de 1950 la isla estuvo totalmente cubierta por la nieve. La precipitación se incrementa de 450 mm en las laderas orientales a casi 1100 mm en la cumbre de los montes Troodos. La estrecha cordillera de los Pentadáctilos, que se extiende a lo largo de 160 km de oeste a este a lo largo del extremo norte de la isla produce un incremento de la pluviosidad relativamente menor de alrededor de 550 mm a lo largo de su cresta a una altitud de 1000 mm. Las llanuras a lo largo de la costa septentrional y en la zona de la península de Karpas registran una media anual de 400–450 mm. La menor pluviosidad se produce en Mesaoria, con 300–400 mm al año. Es característico que cambien las lluvias de un año para otro, y las sequías son frecuentes y, a veces, intensas. El análisis estadístico de la pluviosidad en Chipre pone de manifiesto una tendencia decreciente de la cantidad de lluvia caída en los últimos treinta años.

La lluvia en los meses cálidos contribuye poco o nada a los suministros de agua y la agricultura. Las lluvias de otoño e invierno, de las que dependen el abastecimiento de agua y la agricultura, varían bastante de un año para otro. La humedad relativa del aire está, de media, entre el 60 % y el 80 % en invierno y entre el 40 % y el 60 % en verano e incluso tiene valores inferiores en zonas de tierra adentro en mitad del día. 

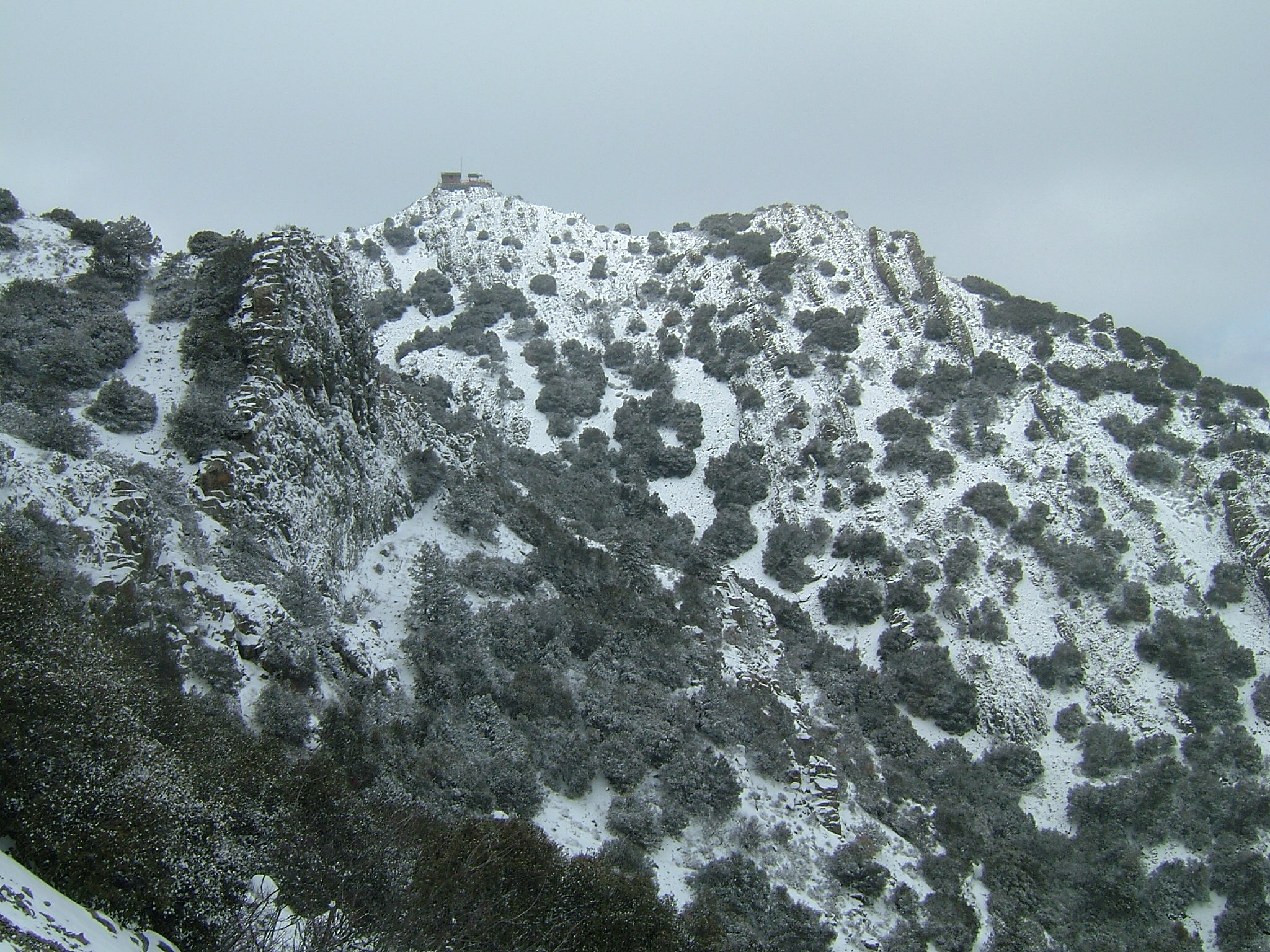
Pico Madari, Oeste de Chipre en invierno

La niebla es poco frecuente y la visibilidad es generalmente muy buena. La luz solar abunda en todo el año y particularmente entre abril y septiembre cuando la duración media de la luz sobrepasa las 11 horas diarias. La cantidad de sol de la que disfruta la isla contribuye al éxito de la industria turística. En la Mesaoria en la llanura oriental, por ejemplo, hay sol un 75 % del tiempo. Durante los cuatro meses de verano, hay una media de once horas y media de sol cada día, y los meses invernales más nublados hay una media de cinco horas y media por día.
Los vientos son generalmente ligeros o moderados, y de dirección variable. A veces puede haber fuertes vientos, pero son infrecuentes las tormentas, que se limitan a zonas litorales muy expuestas y zonas de gran elevación.
Los parámetros promedio de Nicosia son:
| Parámetros climáticos promedio de Nicosia | Parámetros climáticos promedio de Nicosia | Parámetros climáticos promedio de Nicosia | Parámetros climáticos promedio de Nicosia | Parámetros climáticos promedio de Nicosia | Parámetros climáticos promedio de Nicosia | Parámetros climáticos promedio de Nicosia | Parámetros climáticos promedio de Nicosia | Parámetros climáticos promedio de Nicosia | Parámetros climáticos promedio de Nicosia | Parámetros climáticos promedio de Nicosia | Parámetros climáticos promedio de Nicosia | Parámetros climáticos promedio de Nicosia | Parámetros climáticos promedio de Nicosia |
| Mes                                       | Ene.                                      | Feb.                                      | Mar.                                      | Abr.                                      | May.                                      | Jun.                                      | Jul.                                      | Ago.                                      | Sep.                                      | Oct.                                      | Nov.                                      | Dic.                                      | Anual                                     |
| ----------------------------------------- | ----------------------------------------- | ----------------------------------------- | ----------------------------------------- | ----------------------------------------- | ----------------------------------------- | ----------------------------------------- | ----------------------------------------- | ----------------------------------------- | ----------------------------------------- | ----------------------------------------- | ----------------------------------------- | ----------------------------------------- | ----------------------------------------- |
| Temp. máx. abs. (°C)                      | 22                                        | 26                                        | 30                                        | 35                                        | 43                                        | 44                                        | 44                                        | 44                                        | 42                                        | 41                                        | 33                                        | 24                                        | 44                                        |
| Temp. máx. media (°C)                     | 15                                        | 16                                        | 19                                        | 24                                        | 29                                        | 34                                        | 37                                        | 37                                        | 33                                        | 28                                        | 22                                        | 17                                        | 25.9                                      |
| Temp. mín. media (°C)                     | 5                                         | 5                                         | 7                                         | 10                                        | 14                                        | 18                                        | 21                                        | 21                                        | 18                                        | 14                                        | 10                                        | 7                                         | 12.5                                      |
| Temp. mín. abs. (°C)                      | -3                                        | -6                                        | -2                                        | 1                                         | 7                                         | 11                                        | 15                                        | 14                                        | 12                                        | 6                                         | -1                                        | -3                                        | -6                                        |
| Precipitación total (mm)                  | 76                                        | 45                                        | 36                                        | 18                                        | 22                                        | 9                                         | 1                                         | 2                                         | 10                                        | 25                                        | 33                                        | 68                                        | 345                                       |
| [cita requerida]                          |                                           |                                           |                                           |                                           |                                           |                                           |                                           |                                           |                                           |                                           |                                           |                                           |                                           |

### Medio ambiente

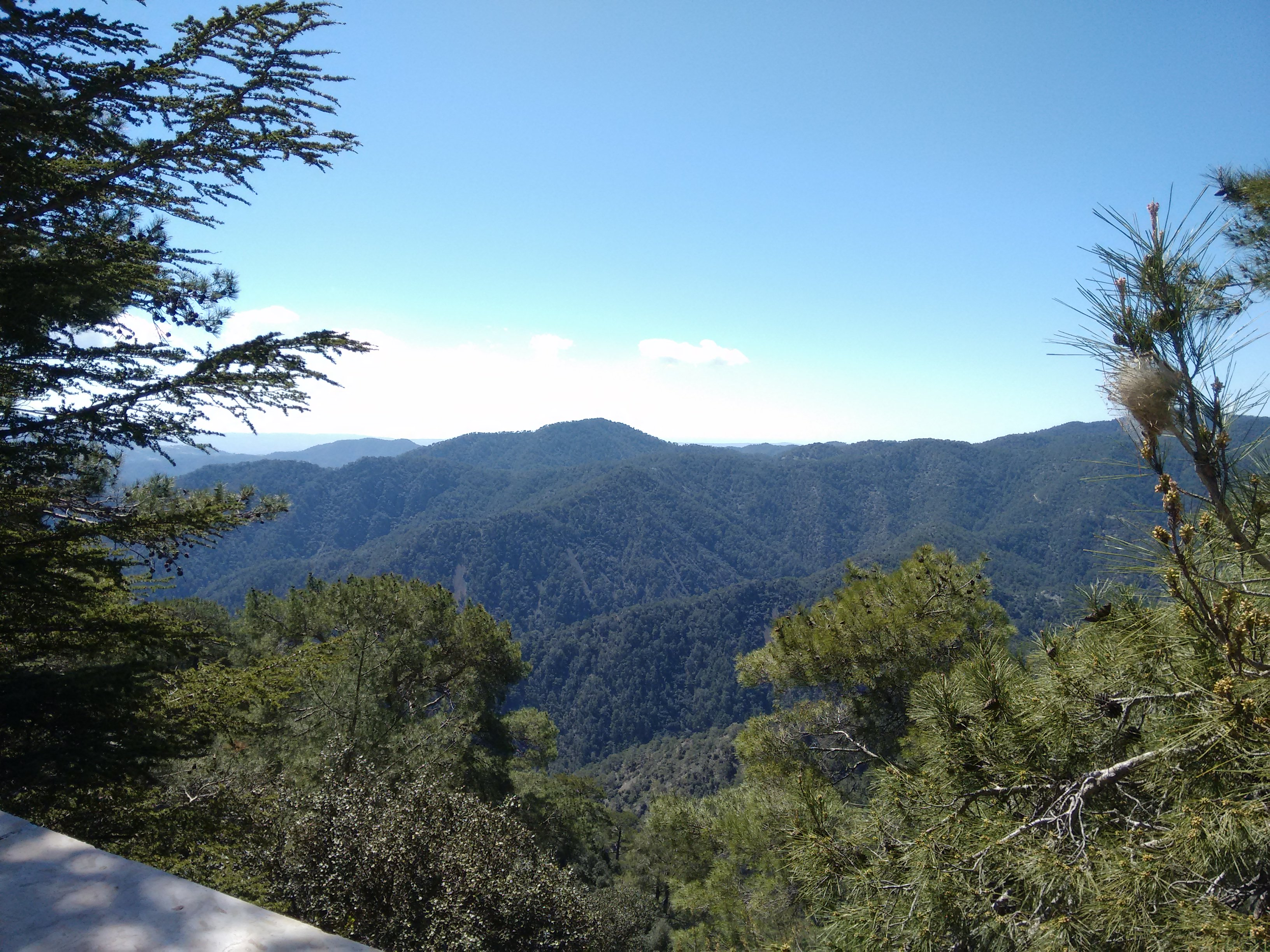
Paisaje Boscoso en el oeste de Chipre

La quinta parte del país está cubierto de bosques. Conforme a la normativa de la Unión Europea, el territorio de este país pertenece a la región biogeográfica mediterránea. 1.107 hectáreas están protegidas como humedal de importancia internacional al amparo del Convenio de Ramsar, en el sitio Ramsar del lago salado de Lárnaca.
Los riesgos naturales de la isla son una moderada actividad sísmica, así como sequías. Los problemas medioambientales son numerosos y se relacionan, en gran medida, con la insuficiencia de agua: no hay captaciones de agua naturales, se produce disparidad estacional en la pluviosidad, intrusión de agua de mar en el mayor acuífero de la isla y en el norte, la salinización es creciente. Además, está la contaminación de las aguas debido a los residuos industriales y urbanos, la degradación del litoral y la pérdida de hábitats de vida salvaje debido a la urbanización.

### Suministro de agua
Chipre sufre una escasez crónica de agua. El país depende en gran medida de la lluvia para abastecerse de agua para uso doméstico, pero en los últimos 30 años la media de precipitaciones anuales ha disminuido. Entre 2001 y 2004, unas lluvias anuales excepcionalmente abundantes hicieron aumentar las reservas de agua, y la oferta superó la demanda, lo que permitió que el almacenamiento total en los embalses de la isla alcanzara un máximo histórico a principios de 2005. Sin embargo, desde entonces la demanda ha aumentado cada año -como consecuencia del crecimiento de la población local, el traslado de extranjeros a Chipre y el número de turistas que la visitan, mientras que la oferta ha disminuido como consecuencia de las sequías más frecuentes.

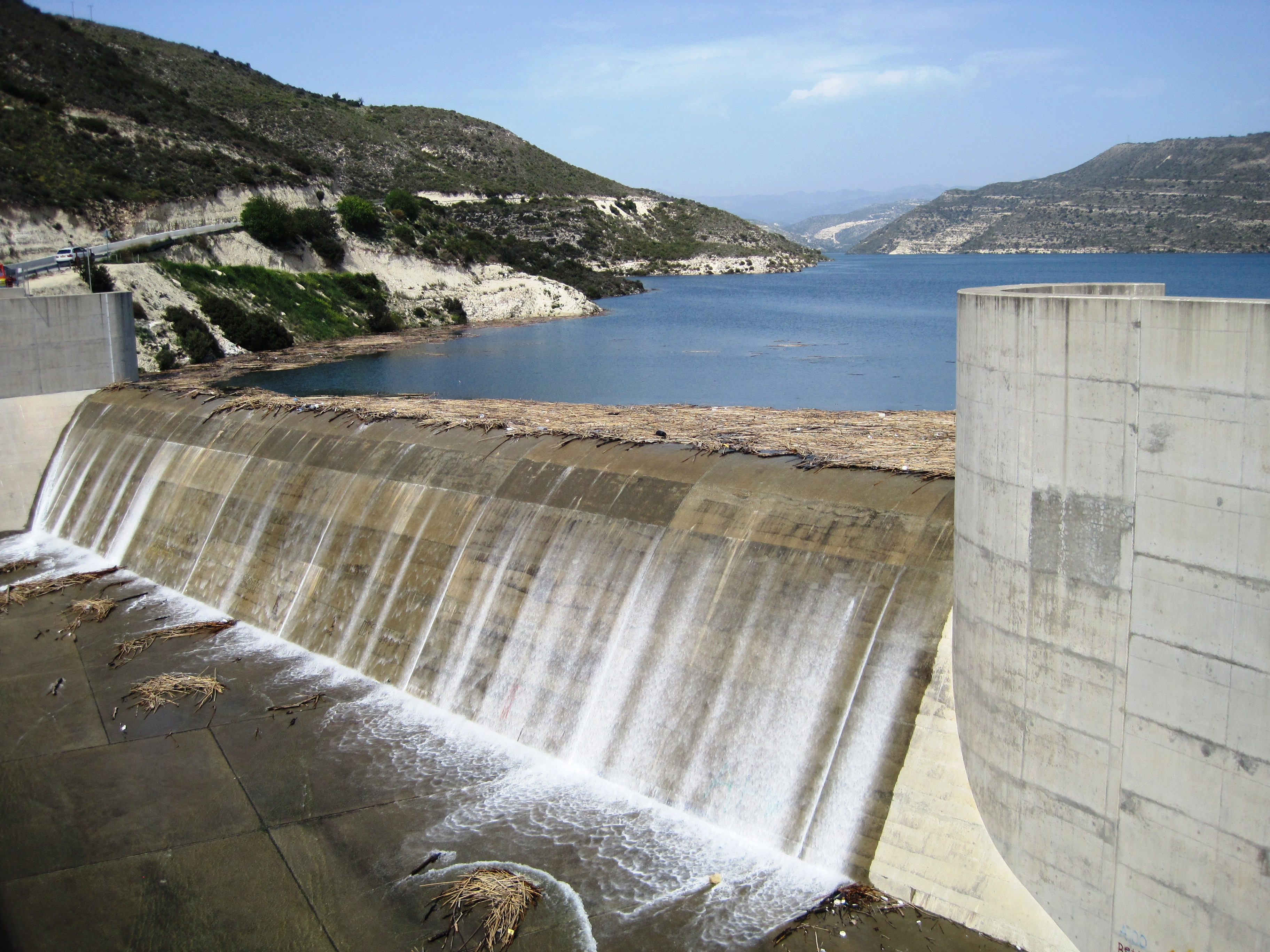
Embalse Kouris en abril de 2012

Las presas siguen siendo la principal fuente de agua para uso doméstico y agrícola; Chipre cuenta con un total de 107 presas (más una en construcción) y embalses, con una capacidad total de almacenamiento de agua de unos 330 000 000 m3 Se están construyendo gradualmente plantas de desalinización de agua para hacer frente a los últimos años de sequía prolongada.
El Gobierno ha invertido mucho en la creación de plantas desalinizadoras de agua que han suministrado casi el 50% del agua doméstica desde 2001. También se han realizado esfuerzos para sensibilizar a la población sobre la situación y animar a los usuarios domésticos de agua a asumir una mayor responsabilidad en la conservación de este bien cada vez más escaso.
Turquía ha construido una tubería de agua bajo el mar Mediterráneo desde Anamur, en su costa sur, hasta la costa norte de Chipre, para suministrar agua potable y de riego al norte de Chipre.

## Economía
Para información sobre el «corralito» establecido desde el 16 de marzo de 2013, véase Corralito en Chipre en 2013.
La economía de Chipre está claramente afectada por la división de la isla en dos territorios. Tiene una economía altamente vulnerable, más estabilizada tras la entrada a la Unión Europea, con una fuerte dependencia del sector servicios, y también problemas de aislamiento con respecto a Europa.
En los últimos veinticinco años, Chipre ha dejado de depender de la agricultura (donde solo la producción de cítricos tiene relativa importancia comercial). Empezó a tener una estructura más acorde al contexto de la Unión Europea, con una presencia importante del sector industrial, que sustenta la mayor parte de las exportaciones y emplea al 25 % de la población.

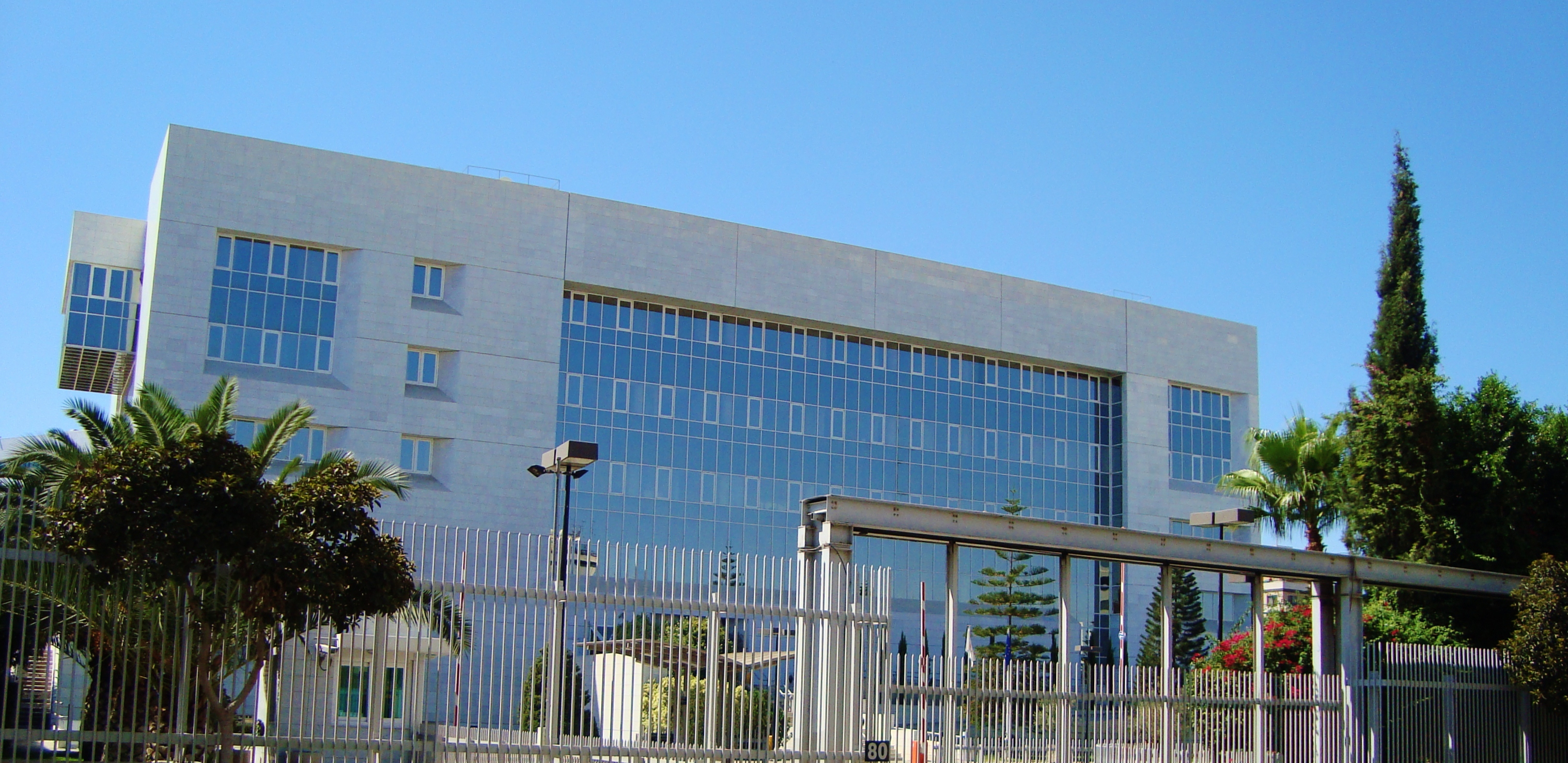
Sede del Banco Central de Chipre

Para el año 2010, las principales exportaciones chipriotas eran los cítricos, patatas, medicamentos, cemento y prendas de vestir. Al mismo tiempo, los principales socios comerciales del país eran Grecia, Alemania, Reino Unido e Italia, con quienes intercambiaba más del 40 % de sus productos.
Cerca del 70 % depende del sector servicios, y en concreto, del turismo. La ubicación geográfica cerca del Oriente Próximo, provoca grandes oscilaciones de año en año a la hora de convertirse en destino turístico. La flota de buques con matrícula chipriota es la cuarta más importante del mundo, y proporciona grandes ingresos.
El 1 de enero de 2008, la República de Chipre se incorporó a la eurozona. El verano de 2012, el gobierno chipriota pidió un rescate a la Unión Europea, de 17 500 millones de euros. A finales de marzo de 2013 se produjo un bloqueo de las cuentas corrientes de los chipriotas, popularmente conocido como corralito, con el objetivo de recaudar 5800 millones de euros a través de una quita a los depósitos bancarios para pagar el rescate europeo.
Según el Índice mundial de innovación, a cargo de la Organización Mundial de la Propiedad Intelectual, en 2022, Chipre se ubicó en el lugar 27 en innovación entre 132 países del mundo;mientras que en 2023, ocupó el lugar 28. En 2024 regresó al lugar 27.

## Demografía

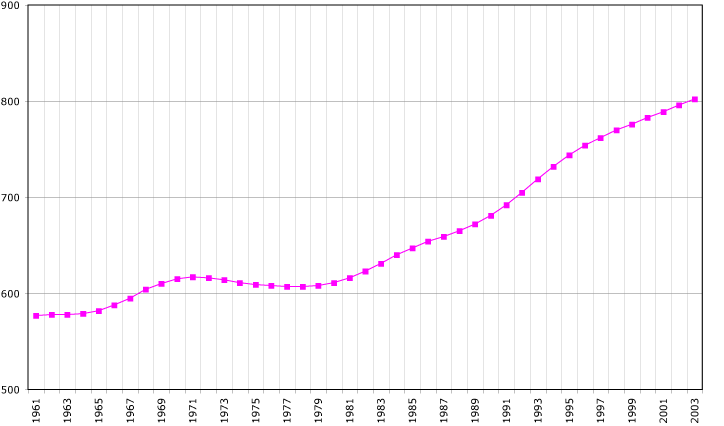
Demografía de Chipre. Datos de FAO, ONU; año 2005. Número de habitantes en miles.

En el año 2017, Chipre tenía una población de alrededor 1 179 678 habitantes. La esperanza de vida era de 80 años y el 98 % de la población estaba alfabetizada. El promedio de hijos por mujer era de 1,5.
Los chipriotas griegos (grecochipriotas) y turcos comparten muchas costumbres, pero a su vez mantienen su etnicidad basada en la religión, idioma y otros fuertes lazos con sus respectivas tierras de origen.
La composición étnica es la siguiente:
- Griegos: 78 %
- Turcos: 18 %
- Europeos no griegos: 4 %

Según estimaciones de 2010, las cinco ciudades más grandes de la isla son Nicosia (271 263 habitantes), Limasol (172 056), Lárnaca (53 484), Pafos (43 643) y Famagusta (36 691).

### Lenguas

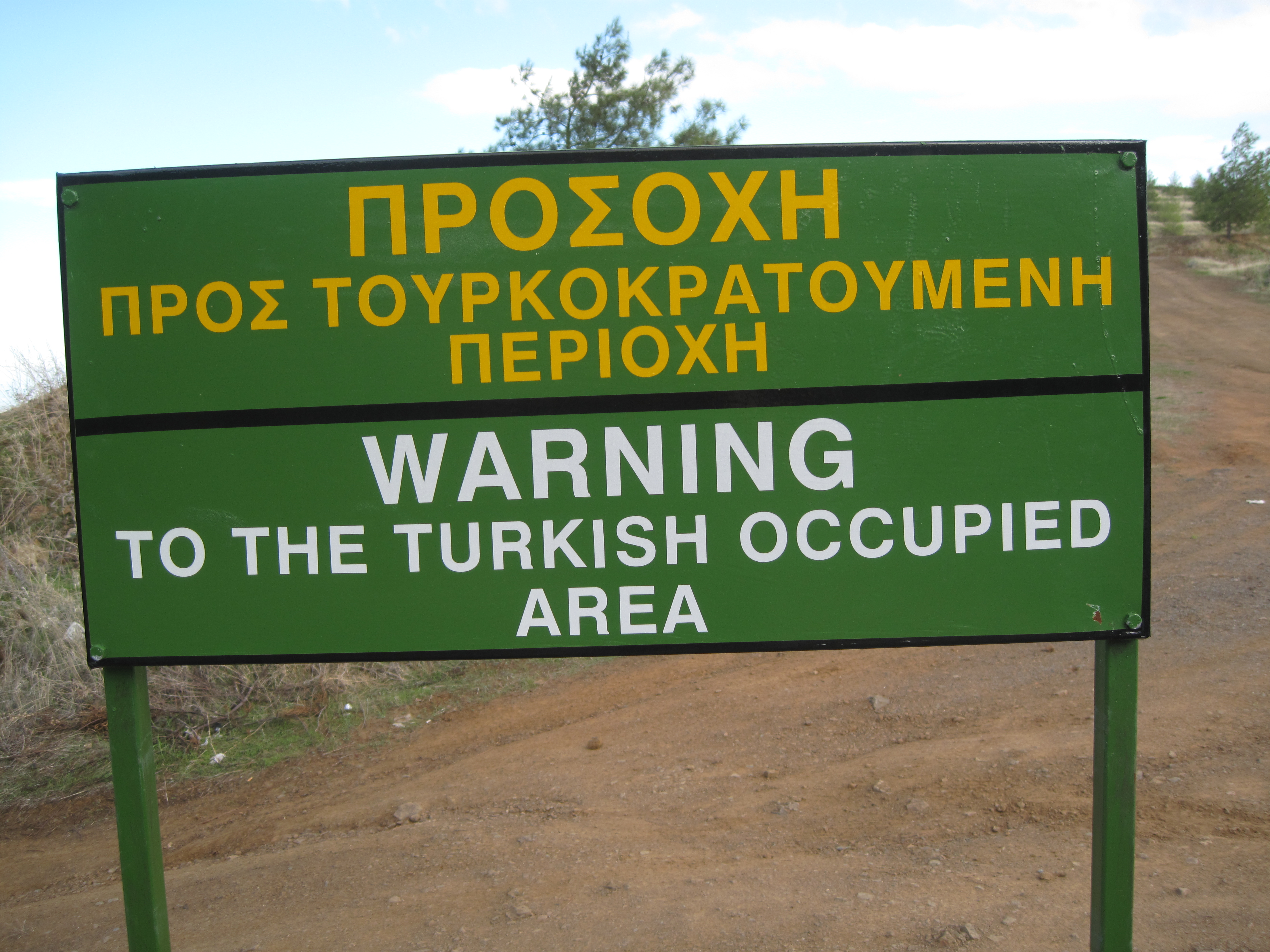
Aviso escrito en griego e inglés en la zona grecochipriota de Chipre

Tras 1974, el griego es hablado predominantemente en el centro y en el sur, mientras que el turco predomina en el norte. Esta delimitación de los idiomas solo corresponde al período presente, debido a la división de la isla después de 1974, la cual implicó una expulsión de los chipriotas griegos del norte y un movimiento análogo de los chipriotas turcos desde el sur. Sin embargo, históricamente el griego (en su dialecto chipriota) era hablado por un 82 % de la población aproximadamente, la cual estaba regularmente distribuida a lo largo de toda el área de Chipre, tanto en el norte como en el sur. De manera similar, los hablantes turcos estaban distribuidos también de manera regular.
La República de Chipre que controla el centro y sur del país tiene dos lenguas oficiales, el griego y el turco aunque de facto el griego es la lengua mayoritaria. El armenio y el árabe maronita chipriota están reconocidos como lenguas minoritarias. Aunque no tiene carácter oficial, el inglés se habla mucho y está muy presente en las señales de tráfico, los avisos públicos, los anuncios, etc. El inglés fue la única lengua oficial durante la dominación colonial británica y la lengua franca hasta 1960, y siguió utilizándose (de facto) en los tribunales de justicia hasta 1989 y en la legislación hasta 1996. El 80,4% de los chipriotas dominan el inglés como segunda lengua. El ruso es muy hablado por las minorías del país, los residentes y ciudadanos de los países postsoviéticos y los griegos pónticos. El ruso, después del inglés y el griego, es la tercera lengua utilizada en muchos rótulos de tiendas y restaurantes, sobre todo en Limasol y Pafos. Además de estas lenguas, sin ser oficiales el 12% habla francés y el 5% alemán.
La lengua cotidiana de los grecochipriotas es el griego chipriota y la de los turcochipriotas es el turco chipriota.

### Religión

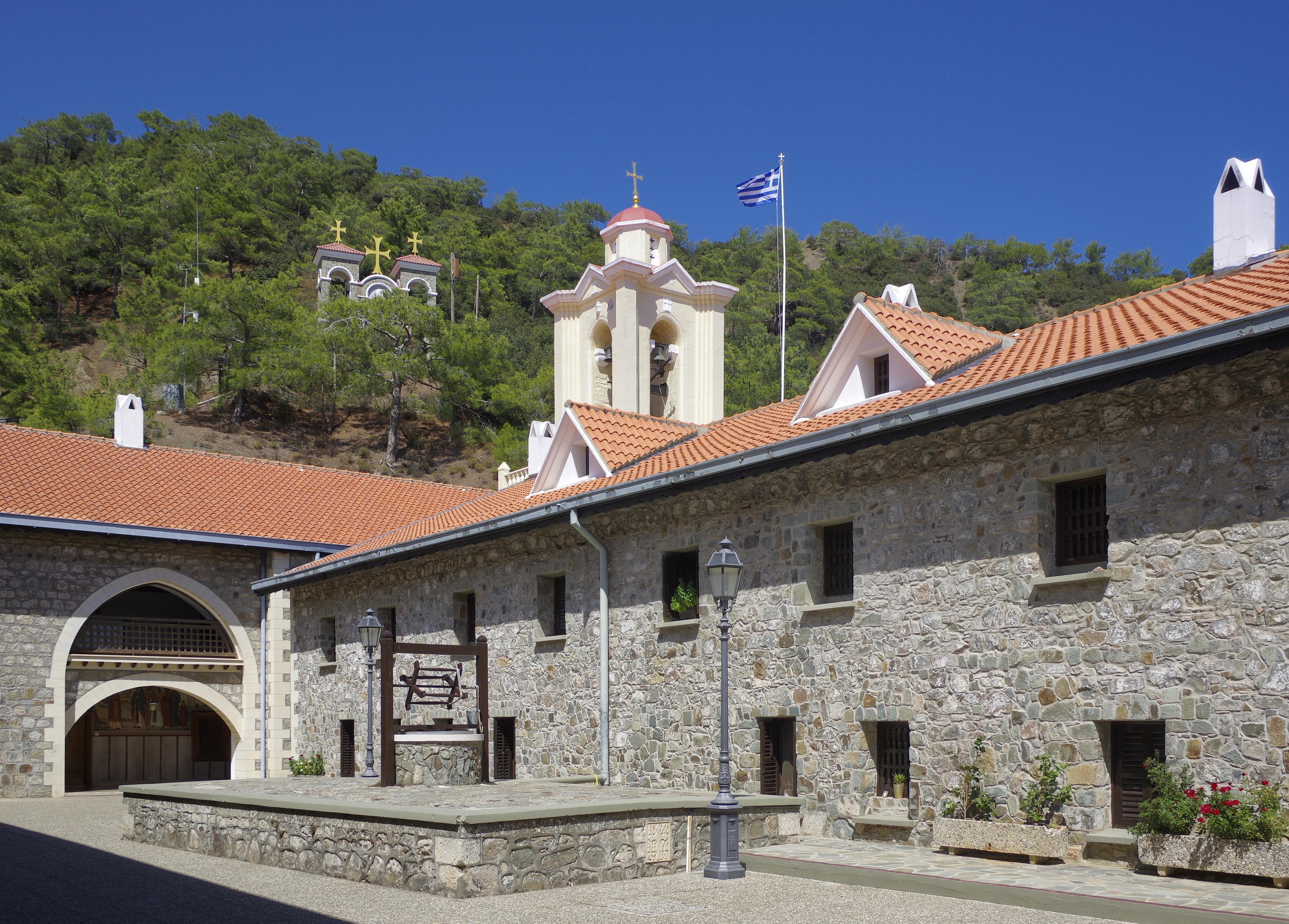
Monasterio de Kikkos en Pedoulas

La mayoría de los grecochipriotas se identifican como cristianos, concretamente como ortodoxos griegos, mientras que la mayoría de los turcochipriotas son seguidores del Islam suní. Según el Eurobarómetro de 2005, Chipre era el segundo Estado más religioso de la Unión Europea en ese momento, después de Malta (aunque en 2005 Rumanía no estaba en la Unión Europea; actualmente Rumanía es el Estado más religioso de la UE). El primer presidente de Chipre, Makarios III, fue un arzobispo, y el vicepresidente de Chipre fue Fazıl Küçük. El actual líder de la Iglesia Ortodoxa Griega de Chipre es el arzobispo Jorge III.
Hala Sultan Tekke, situada cerca del lago salado de Lárnaca, es objeto de peregrinación para los musulmanes.
Según el censo de 2001 realizado en la zona controlada por el Gobierno, el 94,8% de la población era cristiana ortodoxa; el 0,9% cristianos armenios y maronitas (católicos de rito oriental); el 1,5% católicos de rito romano; el 1,0% protestantes de la Iglesia de Inglaterra y el 0,6% musulmanes en su mayoría sunníes. También existe una comunidad judía en Chipre. El 1,3% restante pertenecía a otras confesiones religiosas o no declaraba su religión.

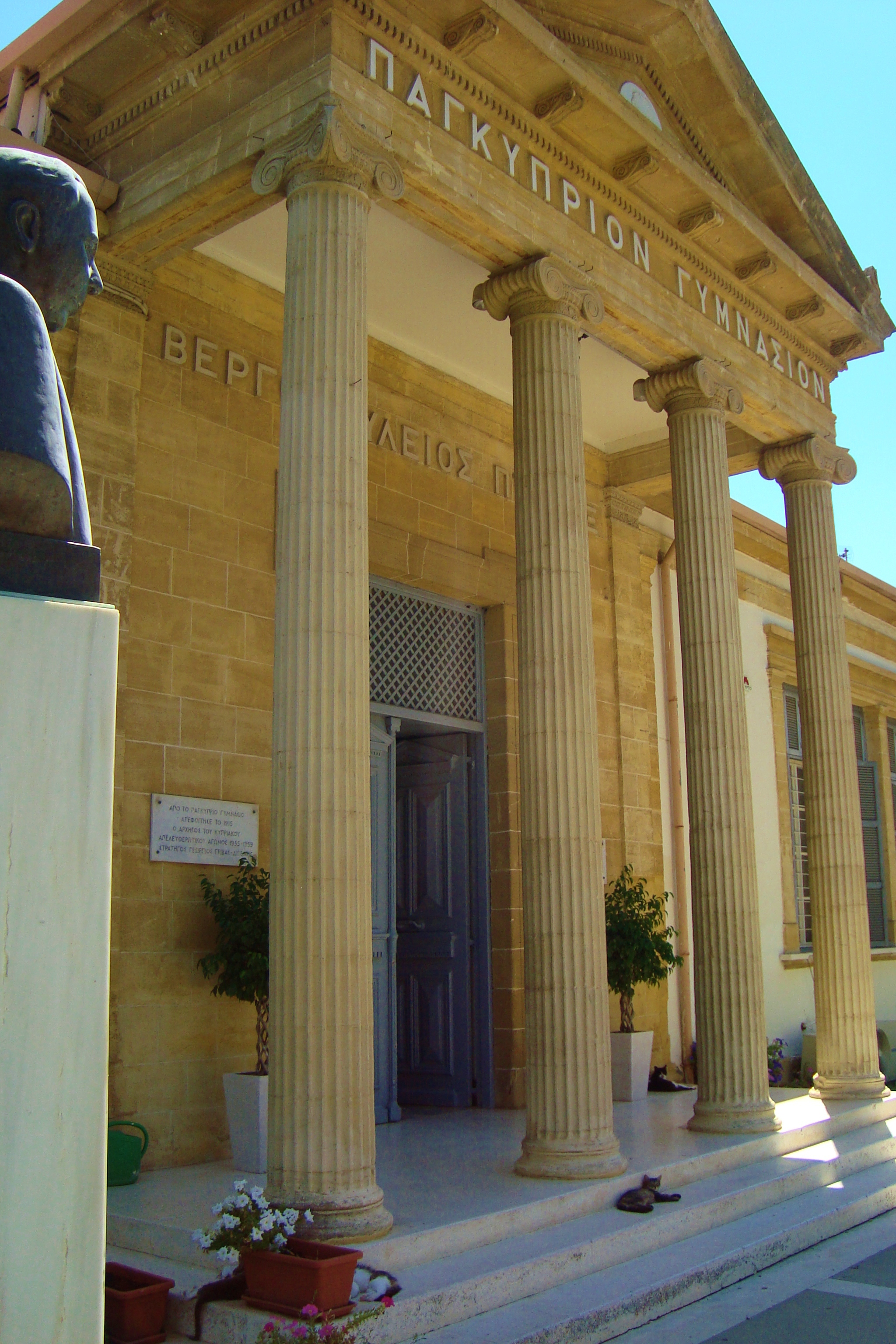
El Gimnasio pancipriano (Παγκύπριον Γυμνάσιον) una escuela secundaria abierta desde 1812 en Nicosia

### Educación
Chipre cuenta con un sistema muy desarrollado de educación primaria y secundaria que ofrece tanto educación pública como privada. La alta calidad de la enseñanza puede atribuirse en parte al hecho de que casi el 7% del PIB se destina a la educación, lo que convierte a Chipre en uno de los tres países que más gastan en educación de la UE, junto con Dinamarca y Suecia.
En general, se considera que la calidad de las escuelas estatales es equivalente a la de los centros del sector privado. Sin embargo, el valor de un título de bachillerato estatal está limitado por el hecho de que las calificaciones obtenidas solo representan alrededor del 25 % de la nota final de cada tema, siendo el 75 % restante asignado por el profesor durante el semestre, de forma mínimamente transparente. Las universidades chipriotas (al igual que las griegas) ignoran casi por completo las notas de bachillerato a efectos de admisión. Si bien el título de bachillerato es obligatorio para asistir a la universidad, las admisiones se deciden casi exclusivamente en función de las puntuaciones obtenidas en las pruebas de acceso a la universidad, administradas por el gobierno central, a las que deben presentarse todos los candidatos.
La mayoría de los chipriotas reciben su educación superior en universidades griegas, británicas, turcas, otras europeas y norteamericanas. Actualmente, Chipre es el país de la UE con mayor porcentaje de ciudadanos en edad de trabajar con estudios superiores (30%), por delante del 29,5% de Finlandia. Además, el 47% de su población de entre 25 y 34 años tiene estudios superiores, el más alto de la UE. El colectivo de estudiantes chipriotas tiene una gran movilidad, ya que el 78,7% estudia en una universidad fuera de Chipre.

## Infraestructura

### Transporte
Los medios de transporte disponibles son por vía terrestre, por mar y el aire. De los 10.663 km (6.626 mi) de carreteras de la República de Chipre en 1998, 6.249 km (3.883 mi) estaban pavimentados y 4.414 km (2.743 mi) sin pavimentar. 

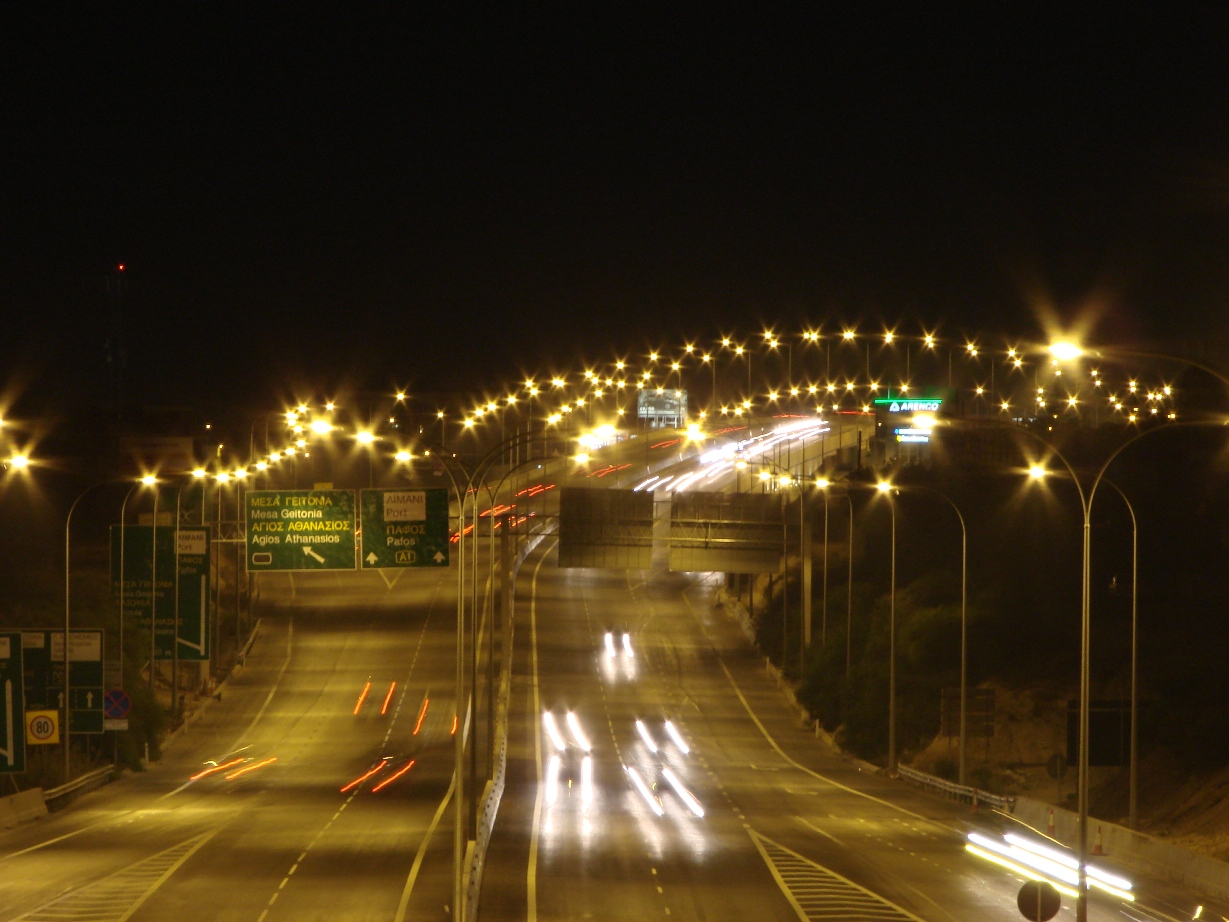
Autopista A1 o Autopista Nicosia-Limasol en Chipre

En 1996, la zona ocupada por los turcos presentaba una proporción similar de carreteras pavimentadas y sin pavimentar, con aproximadamente 1.370 km (850 mi) de carreteras pavimentadas y 980 km (610 mi) sin pavimentar. Chipre es uno de los tres únicos países de la UE en los que los vehículos circulan por el lado izquierdo de la carretera, un vestigio de la colonización británica (los otros son Irlanda y Malta). Una serie de autopistas recorre la costa desde Pafos hacia el este hasta Ayia Napa, con dos autopistas hacia el interior hasta Nicosia, una desde Limassol y otra desde Lárnaca.
El número de vehículos privados per cápita es el 29.º más alto del mundo. En 2006 había aproximadamente 344.000 vehículos de propiedad privada y un total de 517.000 vehículos de motor registrados en la República de Chipre. En 2006 se anunciaron planes para mejorar y ampliar los servicios de autobús y otros transportes públicos en todo Chipre, con el apoyo financiero del Banco de Desarrollo de la Unión Europea. En 2010 se puso en marcha la nueva red de autobuses.
Chipre cuenta con varios helipuertos y dos aeropuertos internacionales: El Aeropuerto Internacional de Lárnaca y el Aeropuerto Internacional de Pafos. Un tercer aeropuerto, el Aeropuerto Internacional de Ercan, opera en la zona administrada por los turcochipriotas, con vuelos directos únicamente a Turquía (los puertos turcochipriotas están cerrados al tráfico internacional, salvo el de Turquía). El aeropuerto internacional de Nicosia está cerrado desde 1974.

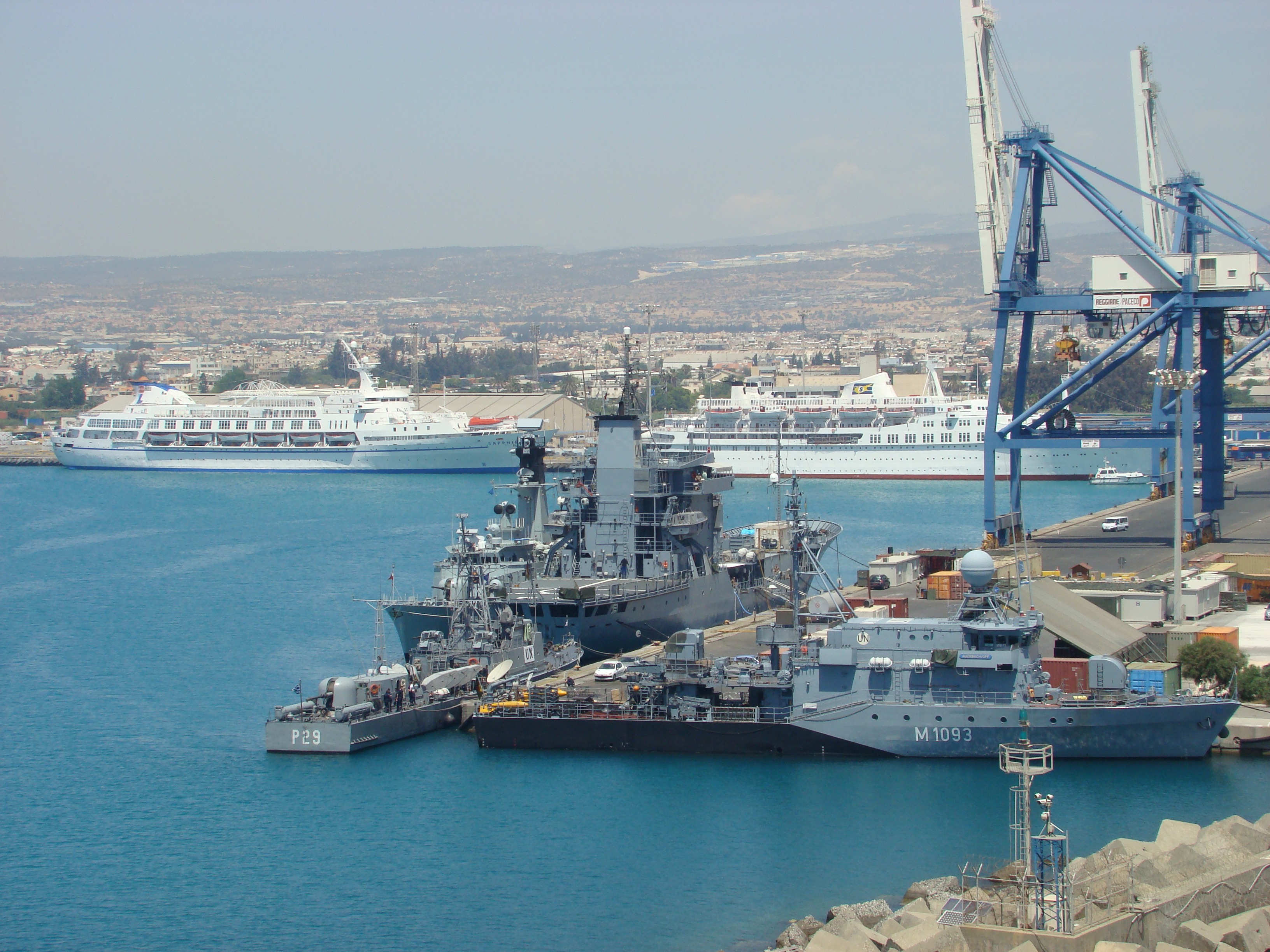
Puerto de Limasol

Los puertos de Chipre son operados y mantenidos por la Autoridad Portuaria de Chipre. Los principales puertos de la isla son el de Limassol y el de Lárnaca, que prestan servicio a buques de carga, pasajeros y cruceros. Limassol es el más grande de los dos, y maneja un gran volumen de buques de carga y de cruceros.
Lárnaca es principalmente un puerto de carga, pero desempeñó un papel importante en la evacuación de ciudadanos extranjeros de Líbano en 2006, y en el posterior esfuerzo de ayuda humanitaria. También existe un muelle de carga más pequeño en Vasilikos, cerca de Zygi (una pequeña ciudad entre Lárnaca y Limassol). Los barcos más pequeños y los yates privados pueden atracar en los puertos deportivos de Chipre.
El puerto deportivo de Lárnaca, en Lárnaca, el puerto deportivo de St Raphael, en Limassol, y el puerto de Paphos.

## Cultura

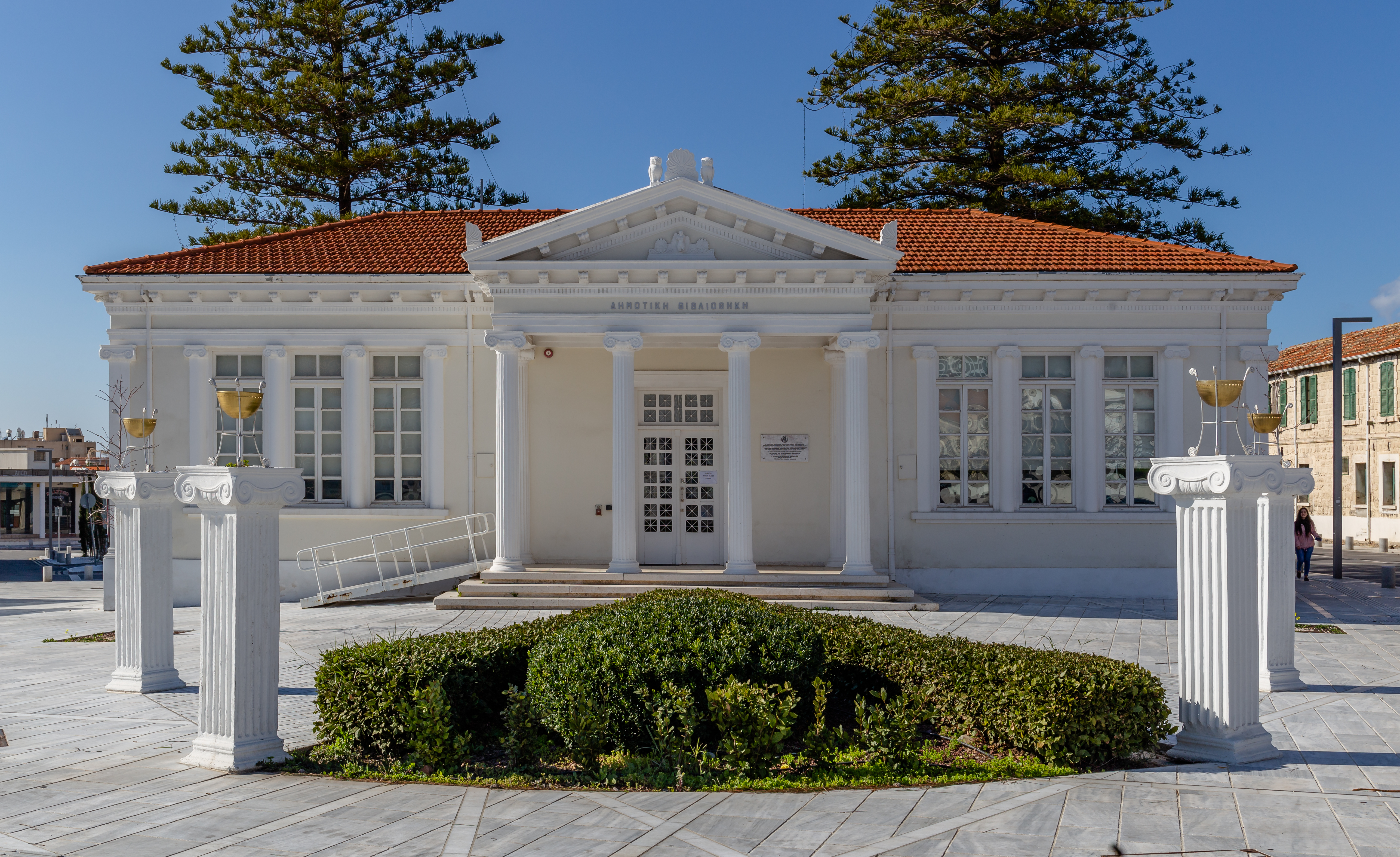
Biblioteca Municipal de Pafos al suroeste de Chipre

La cultura chipriota puede dividirse, a grandes rasgos, en dos grupos. Por un lado, la influencia griega, de la que la isla heredó el idioma mayoritario y el grupo étnico de casi el 80 % de los chipriotas. Por otro, la cultura turca define el modo de vivir de los turcochipriotas.
Es mundialmente conocido el antiguo recelo histórico entre Grecia y Turquía, debido a las interminables luchas por dominar las numerosas islas del mar Egeo, así como Chipre. El gran poderío del Imperio otomano logró doblegar a los helenos, por lo que se agudizaron aún más las rencillas. El fin de este imperio, y el nacimiento de Grecia y Turquía como naciones modernas, ha establecido la paz oficialmente, aunque se han dado situaciones explícitas de enemistad, como la firme oposición griega a la entrada de Turquía a la Unión Europea, así como las frecuentes incursiones turcas dentro del espacio aéreo y marítimo griego.
Volviendo a Chipre, al haberse encontrado las antagónicas culturas griega y turca, la situación se volvió caótica por las rivalidades étnicas, lingüísticas y religiosas entre ambos grupos. Ante la casi inminente guerra civil chipriota, la ONU intervino, delimitando claramente los territorios en cuestión.
Solamente la escisión parcial de la parte norte, en manos turcas, ha malogrado la que posiblemente podría ser una nación estable, dada su estratégica situación geográfica. Esta situación geográfica a su vez es la circunstancia que acentúa una de sus características culturales más notables: su transcontinentalidad.

### Artes

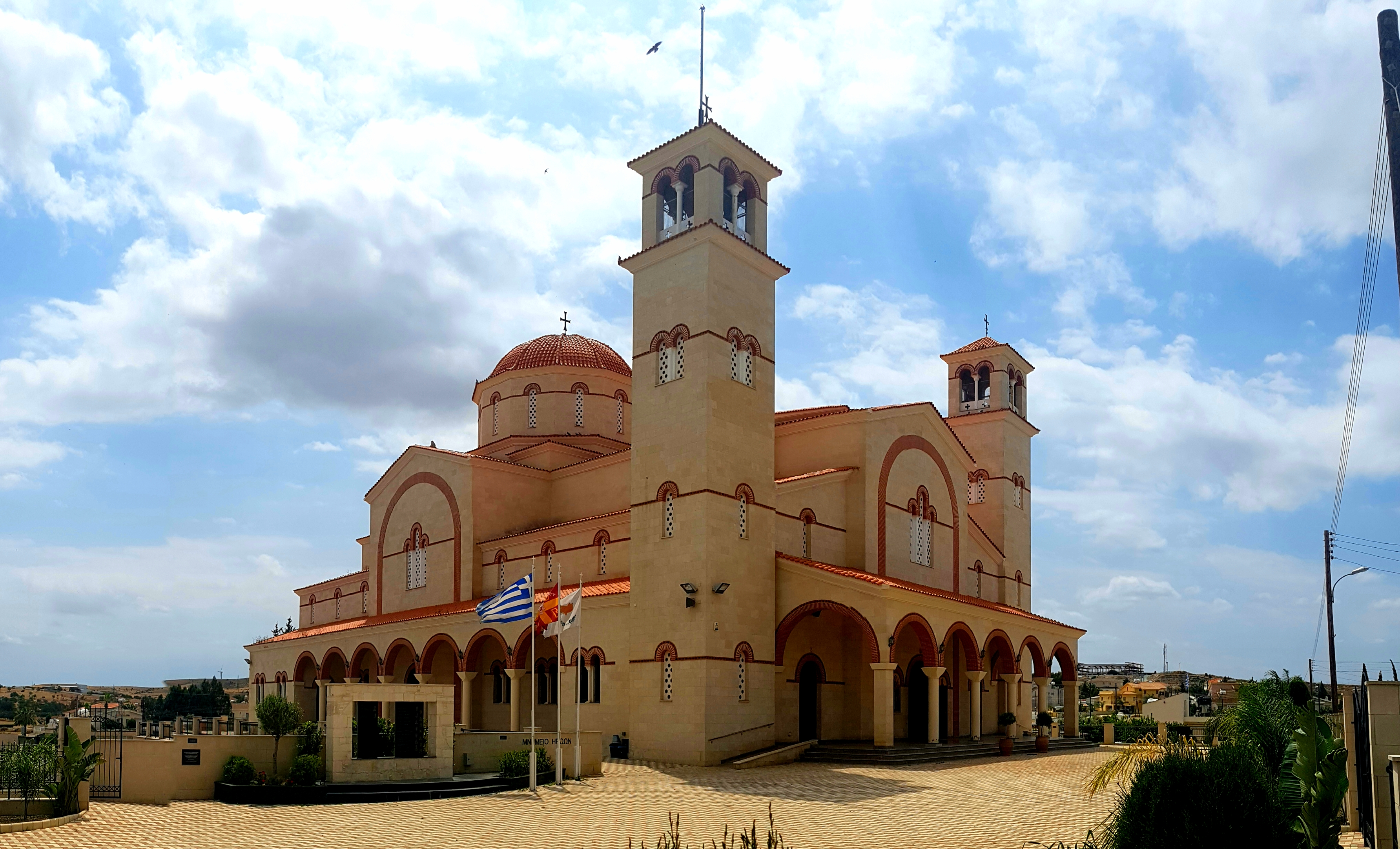
La Iglesia de San Epifanio (Ναός Αγίου Επιφανίου) en el pueblo de Lympia, distrito de Nicosia.

La historia del arte de Chipre se remonta a 10.000 años, tras el descubrimiento de una serie de figuras talladas del periodo calcolítico en los pueblos de Khoirokoitia y Lempa. La isla alberga numerosos ejemplos de pintura de iconos religiosos de gran calidad de la Edad Media, así como muchas iglesias pintadas. La arquitectura chipriota estuvo muy influenciada por el gótico francés y el renacimiento italiano introducidos en la isla durante la época de la dominación latina católica (1191-1571).
Un arte tradicional muy conocido que data al menos del siglo XIV es el encaje de Lefkara (también conocido como «Lefkaratika»), que tiene su origen en el pueblo de Lefkara. El encaje de Lefkara está reconocido como patrimonio cultural inmaterial (PCI) por la Unesco, y se caracteriza por sus distintos patrones de diseño y su intrincado y largo proceso de producción. Un encaje Lefkara auténtico con bordado completo puede tardar cientos de horas en hacerse, y por eso suele tener un precio bastante elevado. Otra forma de arte local originaria de Lefkara es la producción de filigrana chipriota (conocida localmente como trifourenio), un tipo de joyería que se realiza con hilos de plata retorcidos. En el pueblo de Lefkara hay un centro financiado por el gobierno llamado Centro de Artesanía de Lefkara cuya misión es educar y enseñar el arte de hacer el bordado y la joyería de plata. También está el Museo del Bordado Tradicional y la Orfebrería, situado en el pueblo, que cuenta con una gran colección de arte local hecho a mano.
En los tiempos modernos, la historia del arte chipriota comienza con el pintor Vassilis Vryonides (1883-1958), que estudió en la Academia de Bellas Artes de Venecia. Podría decirse que los dos padres fundadores del arte chipriota moderno fueron Adamantios Diamantis (1900-1994), que estudió en el Royal College of Art de Londres, y Christopheros Savva (1924-1968), que también estudió en Londres, en la Saint Martin's School of Art. En 1960, Savva fundó, junto con el artista galés Glyn Hughes, Apophasis, el primer centro cultural independiente de la recién creada República de Chipre.

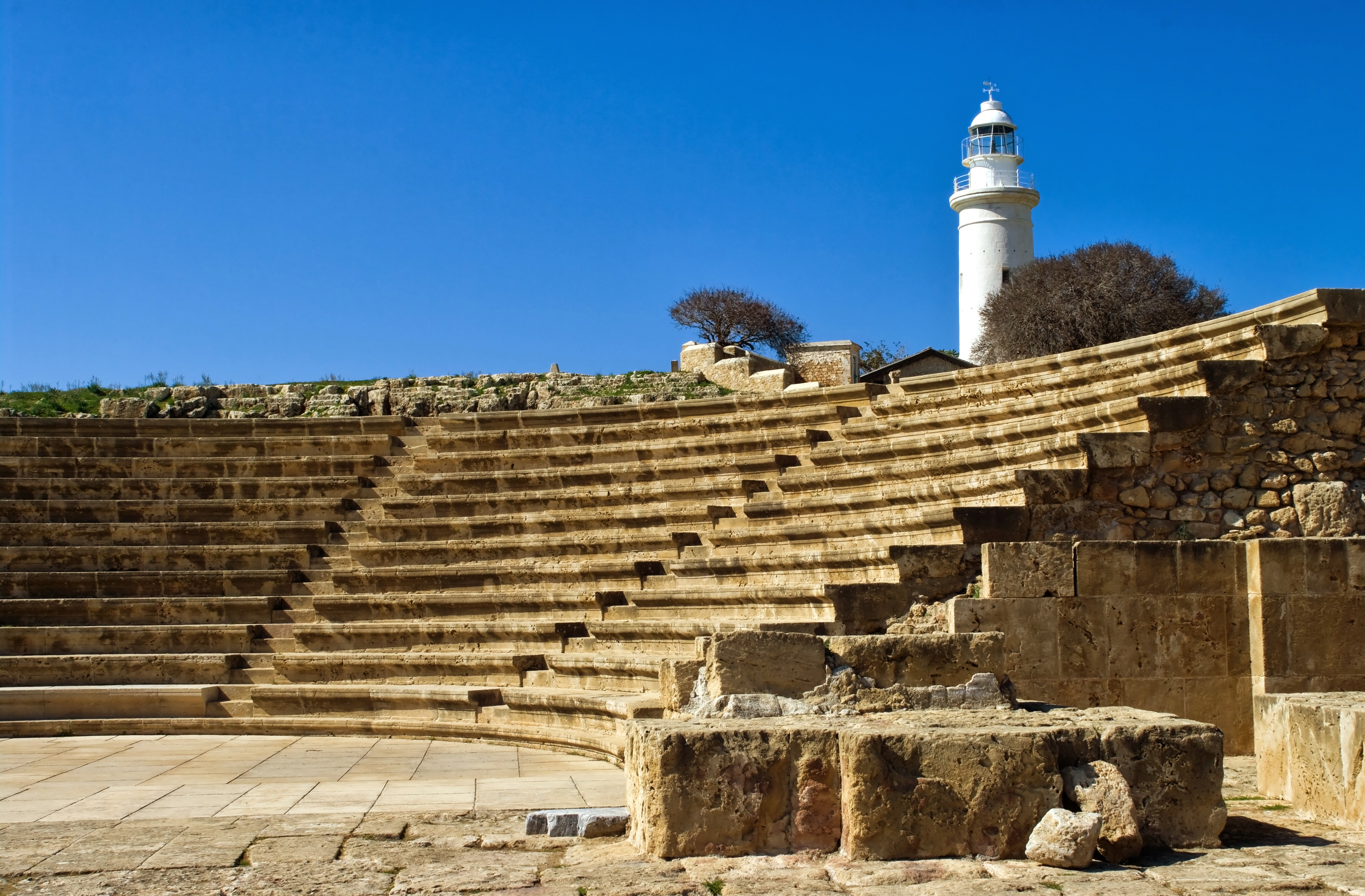
Ruinas del Odeón de Pafos

En 1968, Savva fue uno de los artistas que representaron a Chipre en su pabellón inaugural en la 34.ª Bienal de Venecia. Artista chipriota inglés Glyn Hughes 1931-2014. En muchos sentidos, estos dos artistas marcaron la pauta del arte chipriota posterior y tanto sus estilos artísticos como las pautas de su educación siguen siendo influyentes hasta hoy. En particular, la mayoría de los artistas chipriotas siguen formándose en Inglaterra, mientras que otros se forman en escuelas de arte de Grecia y en instituciones artísticas locales como la Escuela de Arte de Chipre, la Universidad de Nicosia y el Instituto de Tecnología de Frederick.
Una de las características del arte chipriota es la tendencia a la pintura figurativa, aunque el arte conceptual está siendo rigurosamente promovido por una serie de «instituciones» artísticas y, sobre todo, por el Centro Municipal de Arte de Nicosia. Existen galerías de arte municipales en todas las ciudades principales y hay una amplia y animada escena artística comercial.
Chipre iba a acoger el festival internacional de arte Manifesta en 2006, pero se canceló en el último momento a raíz de una disputa entre los organizadores holandeses de Manifesta y el Ministerio de Educación y Cultura de Chipre por la ubicación de algunos de los actos de Manifesta en el sector turco de la capital, Nicosia. Algunos artistas chipriotas también se quejaron de que la organización de Manifesta importaba artistas internacionales para que participaran en el evento, mientras que trataba a los miembros de la comunidad artística local de Chipre como «ignorantes» y «nativos incivilizados» a los que había que enseñar «cómo hacer arte de verdad».
Otros artistas grecochipriotas destacados son Helene Black, la familia Kalopedis, Panayiotis Kalorkoti, Nicos Nicolaides, Stass Paraskos, Arestís Stasí, Telemachos Kanthos, Konstantia Sofokleous y Chris Achilleos, y los artistas turcochipriotas son İsmet Güney, Ruzen Atakan y Mutlu Çerkez.

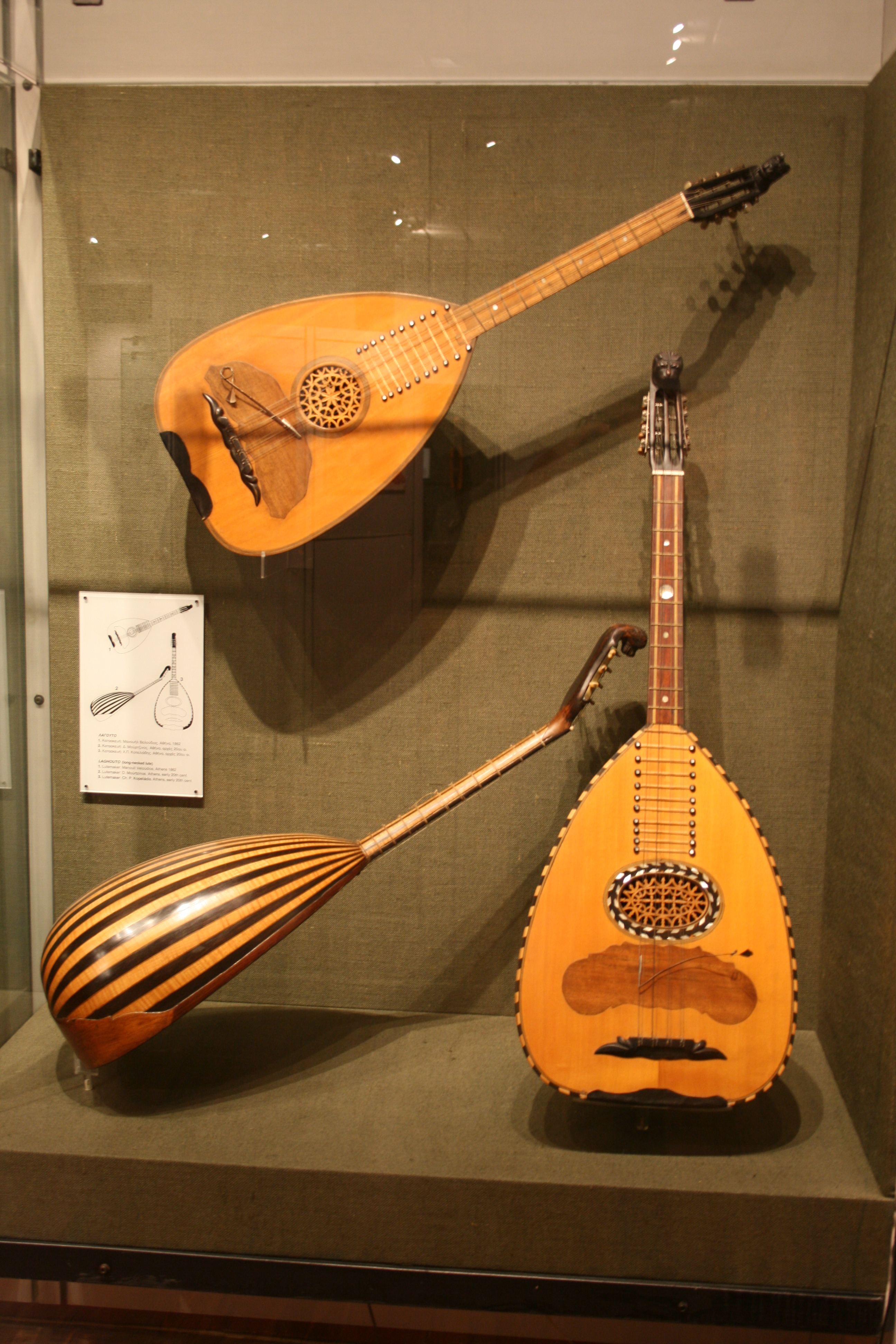
Laouto, instrumento dominante de la música tradicional chipriota.

### Música
La música folclórica tradicional de Chipre tiene varios elementos comunes con la griega, la turca y la árabe, todas ellas descendientes de la música bizantina, como las danzas grecochipriotas y turcochipriotas, como el sousta, el syrtos, el zeibekikos, el tatsia y el karsilamas, así como el tsifteteli y el arapies, inspirados en Oriente Medio. También existe una forma de poesía musical conocida como chattista, que suele interpretarse en fiestas y celebraciones tradicionales. Los instrumentos asociados a la música folclórica chipriota son el violín («fkiolin»), el laúd («laouto»), la flauta chipriota (pithkiavlin), el oud («outi»), el kanonaki y las percusiones (incluida la «tamboutsia»).
Entre los compositores asociados a la música tradicional chipriota figuran Solon Michaelides, Marios Tokas, Evagoras Karageorgis y Savvas Salides. Entre los músicos se encuentran también el aclamado pianista Cyprien Katsaris, el compositor Andreas G. Orphanides y el compositor y director artístico de la iniciativa de la Capital Europea de la Cultura Marios Joannou Elia.
La música popular en Chipre suele estar influenciada por la escena griega de Laïka; entre los artistas que tocan este género están la estrella internacional de platino Anna Vissi, Evridiki y Sarbel. El hip hop y el R&B se han visto apoyados por la aparición del rap chipriota y la escena musical urbana de Ayia Napa, mientras que en los últimos años está creciendo la escena del reggae, especialmente a través de la participación de muchos artistas chipriotas en el festival anual Reggae Sunjam. También destaca la música rock chipriota y el Éntekhno rock se asocia a menudo con artistas como Michalis Hatzigiannis y Alkinoos Ioannidis. El metal también tiene un pequeño seguimiento en Chipre, representado por grupos como Armageddon (rev.16:16), Blynd, Winter's Verge, Methysos y Quadraphonic.

#### Museos
Los museos en Chipre son en su mayoría históricos, y arqueológicos. Los dos principales museos arqueológicos son el Museo de Chipre en Nicosia y el Museo Pierides (Lárnaca). El parque arqueológico más grande es el Parque Arqueológico de Pafos. Nicosia tiene museos en las partes sur y norte de la ciudad, que dan una idea de la historia política de Chipre en el siglo XX desde dos perspectivas en parte muy diferentes. Desde 2018 se celebra la Larnaca Biennale con sede en el Museo Pierides y la Galería municipal, con eventos paralelos de arte contemporáneo.

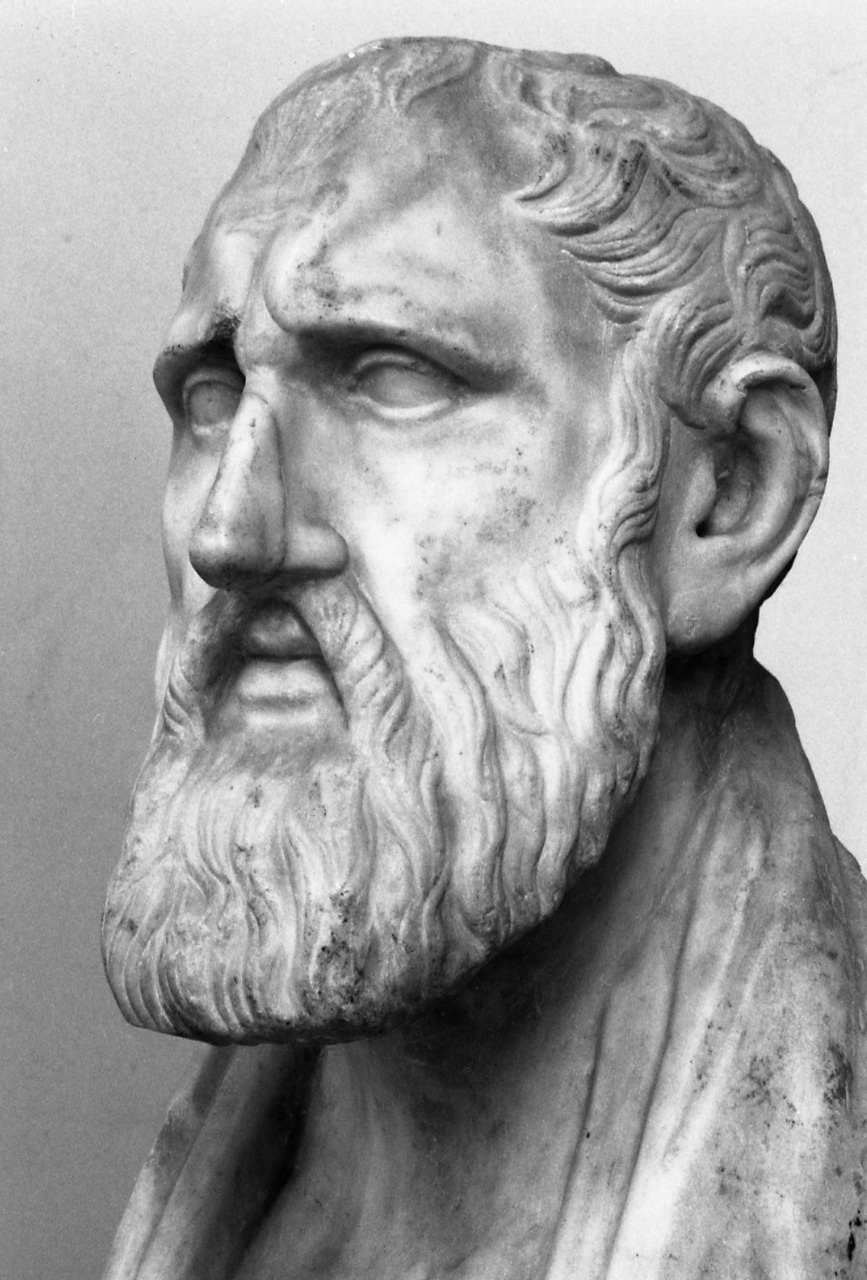
Zenón de Citio, chipriota fundador de la escuela filosófica estoica.

### Literatura
La producción literaria de la Antigüedad incluye la Cipria, un poema épico, probablemente compuesto a finales del siglo VII a. C. y atribuido a Estasino. La Cipria es uno de los primeros ejemplares de la poesía griega y europea. El chipriota Zenón de Citio fue el fundador de la escuela filosófica estoica.
La poesía épica, especialmente los «cantos acríticos», floreció durante la Edad Media. Dos crónicas, una escrita por Leontios Machairas y otra por Georgios Boustronios, abarcan toda la Edad Media hasta el final de la dominación franca (siglo IV-1489). Los poemas de amor escritos en griego chipriota medieval datan del siglo XVI. Algunos de ellos son verdaderas traducciones de poemas escritos por Petrarca, Bembo, Ariosto y G. Sannazzaro. Muchos eruditos chipriotas huyeron de Chipre en tiempos difíciles, como Ioannis Kigalas (c. 1622-1687), que emigró de Chipre a Italia en el siglo XVII; varias de sus obras han sobrevivido en libros de otros eruditos.
Hasan Hilmi Efendi, poeta turcochipriota, fue premiado por el sultán otomano Mahmud II el que se dice fue el «sultán de los poemas».
Entre las figuras literarias grecochipriotas modernas se encuentran el poeta y escritor Kostas Montis, el poeta Kyriakos Charalambides, el poeta Michalis Pasiardis, el escritor Nicos Nicolaides, Stylianos Atteshlis, Altheides, Loukis Akritas y Demetris Th. Gotsis. Dimitris Lipertis, Vasilis Michaelides y Pavlos Liasides son poetas populares que escribieron poemas principalmente en el dialecto chipriota-griego Entre los principales escritores turcochipriotas se encuentran Osman Türkay, dos veces nominado al Premio Nobel de Literatura, Özker Yaşın, Neriman Cahit, Urkiye Mine Balman, Mehmet Yaşın y Neşe Yaşın.
En la literatura mundial hay una presencia cada vez más fuerte de escritores chipriotas emigrados, tanto temporales como permanentes, así como de escritores chipriotas de segunda y tercera generación nacidos o criados en el extranjero, que a menudo escriben en inglés. Esto incluye a escritores como Michael Paraskos y Stephanos Stephanides.
Los ejemplos de Chipre en la literatura extranjera incluyen las obras de Shakespeare, con la mayor parte de la obra Otelo de William Shakespeare ambientada en la isla de Chipre. El escritor británico Lawrence Durrell vivió en Chipre desde 1952 hasta 1956, mientras trabajaba para el gobierno colonial británico en la isla, y escribió el libro Bitter Lemons (Limones amargos) sobre su estancia en Chipre, que ganó el segundo premio Duff Cooper en 1957.

### Medios de comunicación

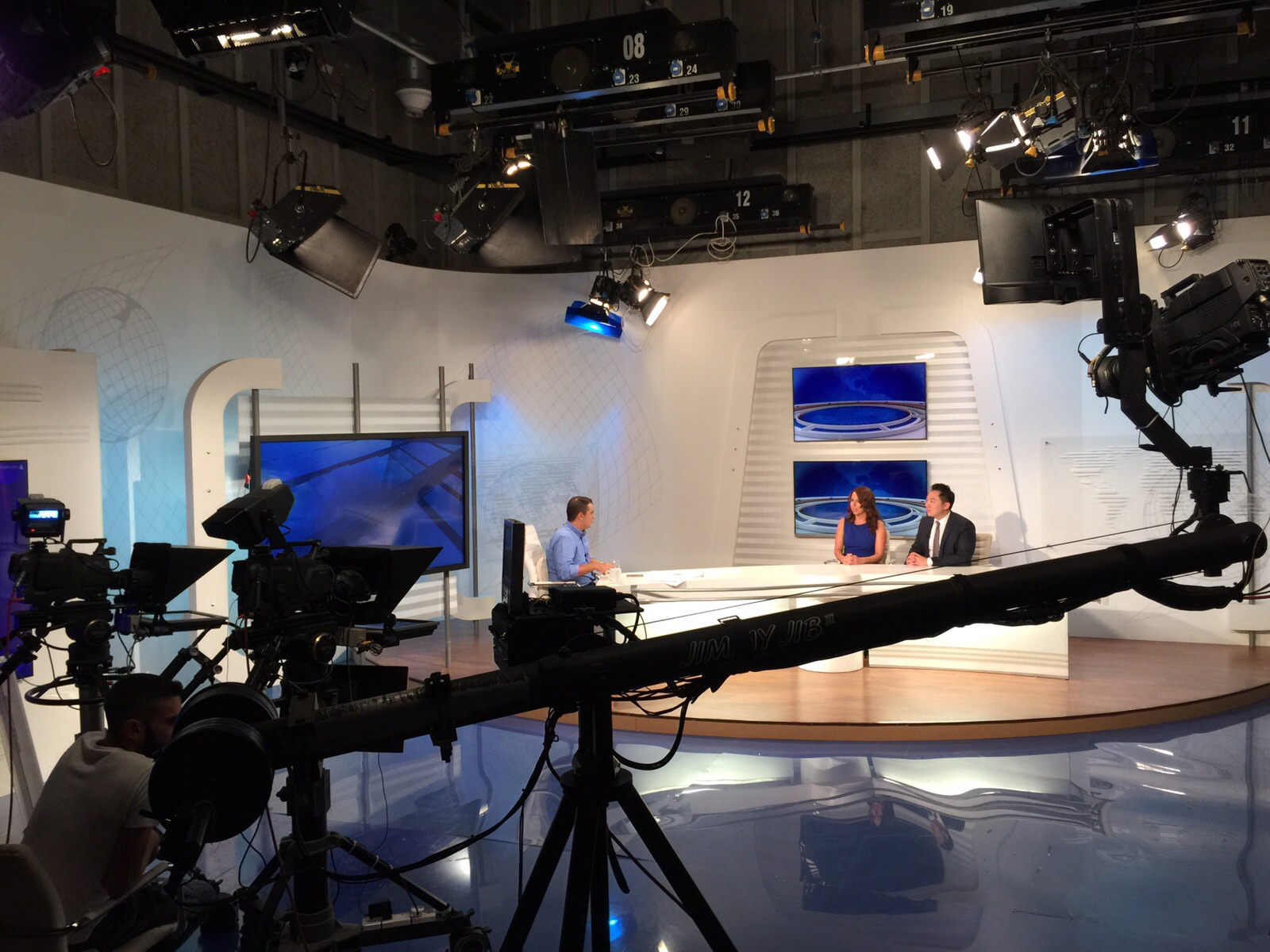
Un estudio de televisión de Sigma TV, un canal chipriota

En el informe de 2015 sobre la libertad de prensa de Freedom House, la República de Chipre y el Chipre del Norte fueron clasificados como «libres. La República de Chipre obtuvo una puntuación de 25/100 en libertad de prensa, 5/30 en Entorno Jurídico, 11/40 en Entorno Político y 9/30 en Entorno Económico (cuanto más baja sea la puntuación, mejor) Reporteros sin Fronteras sitúa a la República de Chipre en el puesto 24 de 180 países en la Clasificación Mundial de la Libertad de Prensa 2015, con una puntuación de 15,62.
La ley contempla la libertad de expresión y de prensa, y el gobierno suele respetar estos derechos en la práctica. Una prensa independiente, un poder judicial eficaz y un sistema político democrático que funciona se combinan para garantizar la libertad de expresión y de prensa. La ley prohíbe las injerencias arbitrarias en la intimidad, la familia, el domicilio o la correspondencia, y el gobierno suele respetar estas prohibiciones en la práctica.
Entre las empresas de televisión locales de Chipre se encuentra la Cyprus Broadcasting Corporation, de propiedad estatal, que gestiona dos canales de televisión. Además, en la parte griega de la isla están los canales privados ANT1 Cyprus, Plus TV, Mega Channel, Sigma TV, Nimonia TV (NTV) y New Extra. En el norte de Chipre, los canales locales son BRT, el equivalente turcochipriota a la Cyprus Broadcasting Corporation, y varios canales privados. La mayor parte de la programación artística y cultural local es producida por la Cyprus Broadcasting Corporation y la BRT, con documentales artísticos locales, programas de crítica y series dramáticas filmadas.

### Cine
El director chipriota más conocido a nivel mundial que ha trabajado en el extranjero es Michael Cacoyannis.
A finales de los años 60 y principios de los 70, George Filis produjo y dirigió Gregoris Afxentiou, Etsi Prodothike i Kypros y The Mega Document. En 1994, la producción cinematográfica chipriota recibió un impulso con la creación del Comité Asesor de Cine. En el año 2000, la cantidad anual reservada para la cinematografía en el presupuesto nacional era de 500.000 libras chipriotas (unos 850.000 euros). Además de las subvenciones gubernamentales, las coproducciones chipriotas pueden optar a la financiación del Fondo Eurimages del Consejo de Europa, que financia coproducciones cinematográficas europeas. Hasta la fecha, cuatro largometrajes en los que un chipriota era productor ejecutivo han recibido financiación de Eurimages. La primera fue I Sphagi tou Kokora (1996), seguida de Hellados (inédita), To Tama (1999) y O Dromos gia tin Ithaki (2000).
En Chipre solo se ha rodado un pequeño número de películas extranjeras. Entre ellas se encuentran Incienso para los condenados (1970), La amada (1970) y El fantasma del sol del mediodía (1973) También se rodaron en Chipre partes de la película de John Wayne El día más largo (1962).

### Gastronomía

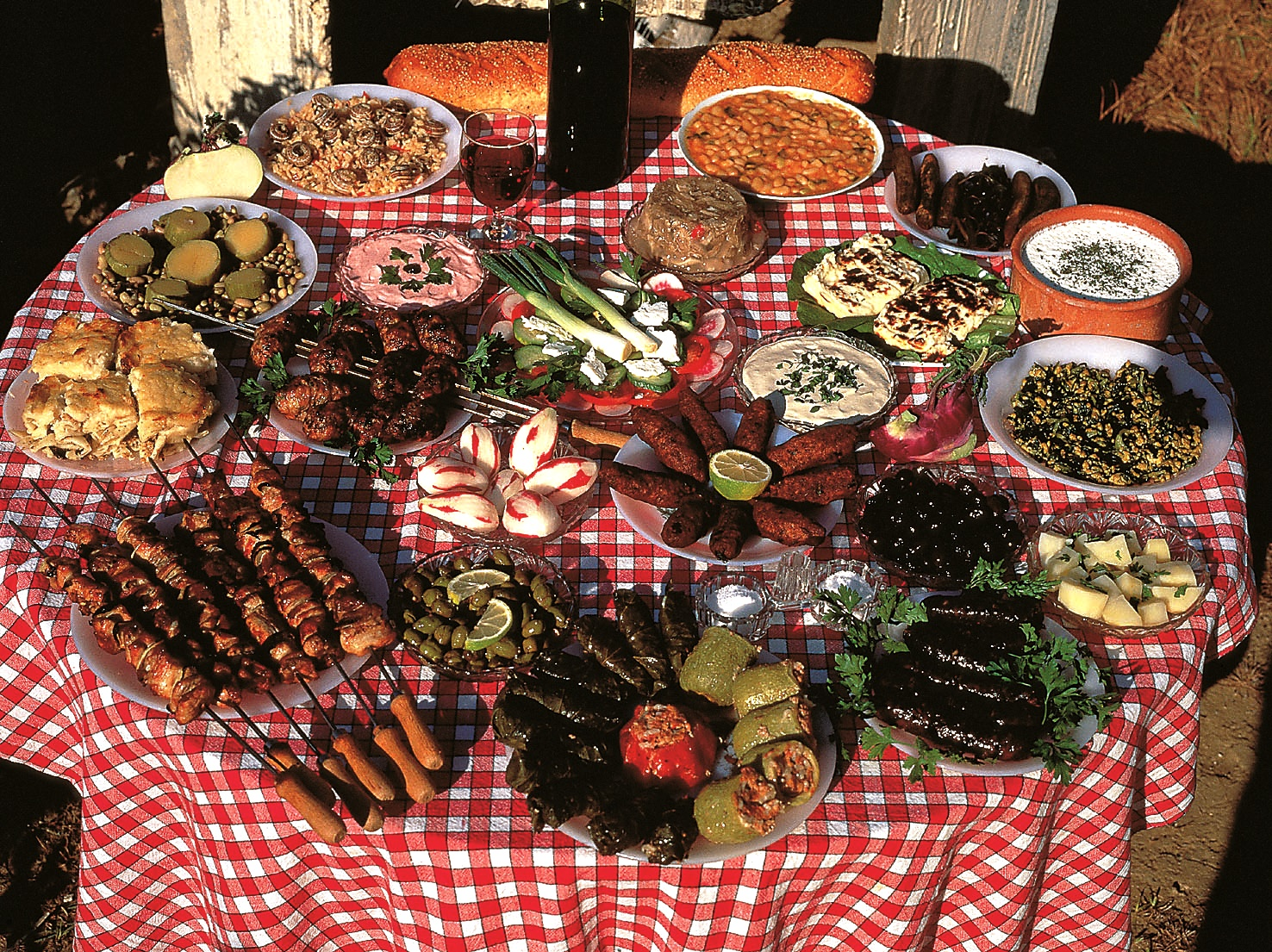
Diversos platos de la Gastronomía Chipriota

Durante la época medieval, bajo los monarcas franceses lusos de Chipre se desarrolló una elaborada forma de cocina cortesana que fusionaba formas francesas, bizantinas y de Oriente Medio. Los reyes lusos eran conocidos por importar cocineros sirios a Chipre, y se ha sugerido que una de las rutas clave para la importación de recetas de Oriente Medio a Francia y otros países de Europa Occidental, como el manjar blanco, fue a través del Reino lusitano de Chipre. Estas recetas se conocieron en Occidente como vyands de Chypre, o alimentos de Chipre, y el historiador de la alimentación William Woys Weaver ha identificado más de cien de ellas en recetarios ingleses, franceses, italianos y alemanes de la Edad Media. Uno de ellos, que se hizo especialmente popular en toda Europa en la época medieval y principios de la moderna, era un guiso hecho con pollo o pescado llamado malmonia, que en inglés se convirtió en mawmeny.
Otro ejemplo de ingrediente alimentario chipriota que entra en el canon de Europa occidental es la coliflor, que sigue siendo popular y se utiliza de diversas maneras en la isla hoy en día, y que se asoció a Chipre desde la Alta Edad Media. En los siglos XII y XIII, los botánicos árabes Ibn al-Awwam e Ibn al-Baitar afirmaron que esta hortaliza era originaria de Chipre y esta asociación con la isla se repitió en Europa occidental, donde la coliflor se conocía originalmente como col de Chipre o col de Chipre. También hubo un largo y extenso comercio de semillas de coliflor procedentes de Chipre, hasta bien entrado el siglo XVI.
Aunque gran parte de la cultura alimentaria lusitana se perdió tras la caída de Chipre en manos de los otomanos en 1571, en la actualidad se conservan varios platos que habrían sido familiares para los lusos, como las diversas formas de tahini y houmous, la zalatina, la skordalia y los pájaros cantores silvestres en escabeche llamados ambelopoulia. La ambelopoulia, hoy muy controvertida e ilegal, se exportaba en grandes cantidades desde Chipre durante los periodos lusigniano y veneciano, sobre todo a Italia y Francia. En 1533, el viajero inglés a Chipre, John Locke, afirmó haber visto las aves silvestres en escabeche envasadas en grandes tarros, o que se exportaban 1200 tarros desde Chipre anualmente.
Los lusos también conocían el queso Halloumi, que según algunos autores gastronómicos se originó en Chipre durante el periodo bizantino, aunque los académicos consideran que el nombre del queso es de origen árabe. No se conservan pruebas documentales de que el queso se asociara a Chipre antes del año 1554, cuando el historiador italiano Florio Bustron escribió sobre un queso de leche de oveja de Chipre al que llamó calumi. El Halloumi (Hellim) suele servirse en rodajas, a la plancha, frito y a veces fresco, como aperitivo o plato meze.

## Deporte
Los órganos rectores del deporte en Chipre incluyen la Asociación de Fútbol de Chipre, Federación de Baloncesto de Chipre, Federación de Voleibol de Chipre, Asociación Automovilística de Chipre, Federación de Bádminton de Chipre, Asociación de Cricket de Chipre y la Federación de Rugby de Chipre.

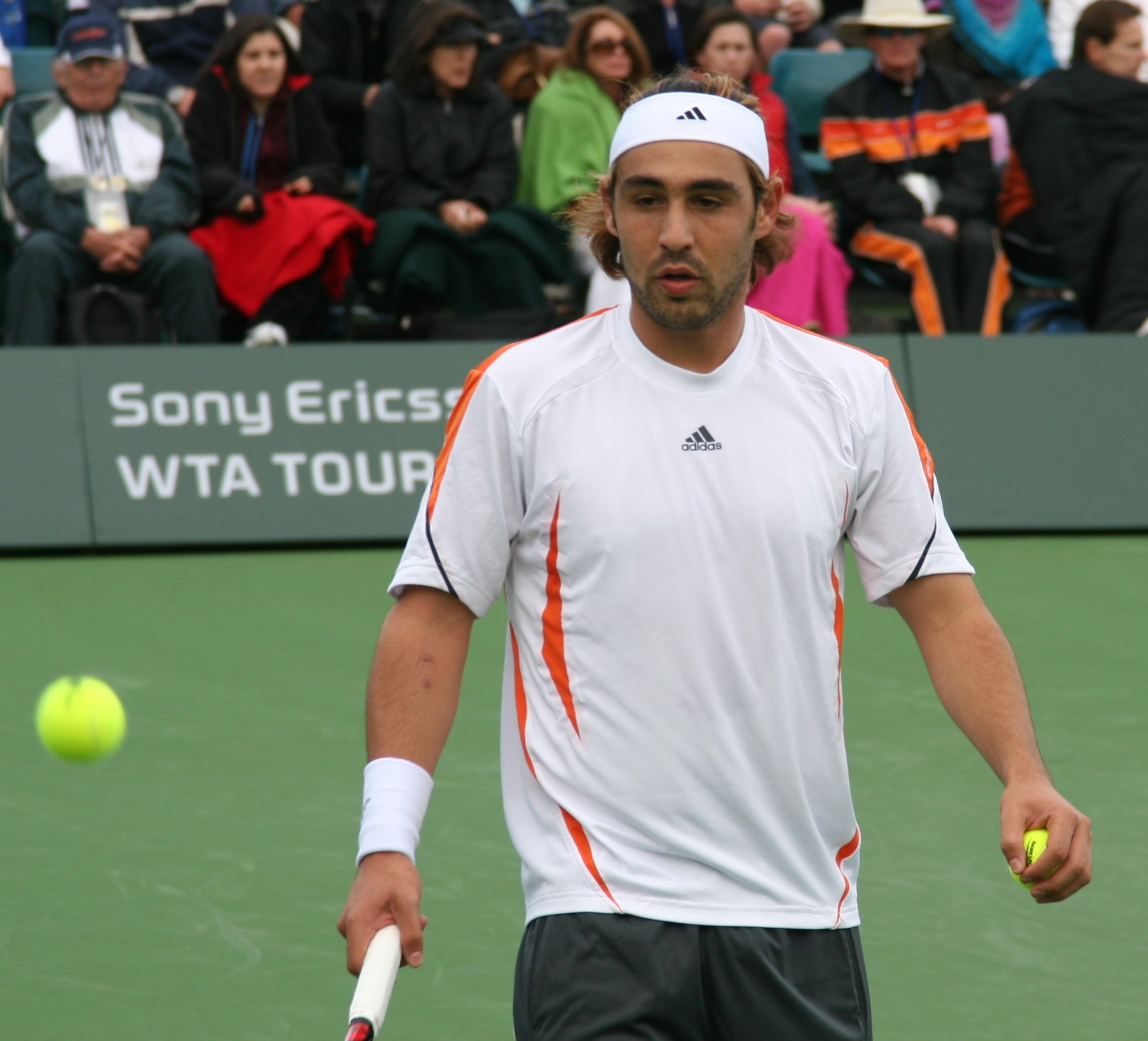
Marcos Baghdatis, tenista profesional chipriota

El fútbol es de lejos el deporte más popular. La Liga de Chipre hoy se considera como muy competitiva e incluye notables equipos como el AC Omonia, APOEL FC (el equipo más notable de Chipre en competiciones UEFA), Olympiakos Nicosia FC, Ethnikos Achna, Anorthosis Famagusta, Nea Salamina Famagusta y el AEL Limassol FC, los cuales han representado a Chipre en copas de la UEFA en varias ocasiones, la más importante fue la Liga de Campeones de la UEFA 2011-12, donde el APOEL FC llegó a cuartos de final del torneo, superando a importantes equipos como el Olympique de Lyon y el Porto.
Los estadios o instalaciones deportivas en Chipre incluyen el Estadio GSP (el de mayor capacidad), donde hace de local la selección de fútbol de Chipre, el Estadio Tsirion, el Estadio GSZ, el Estadio Antonis Papadopoulos, el Estadio Ammochostos y el Estadio Makario.
La selección de fútbol de Chipre en la última década ha evolucionado prometedoramente en la clasificación europea, incluso casi clasificándose a la Eurocopa 2016, sin embargo tras la derrota ante Bosnia y Herzegovina por 3-2 en Nicosia, no lograron clasificar.

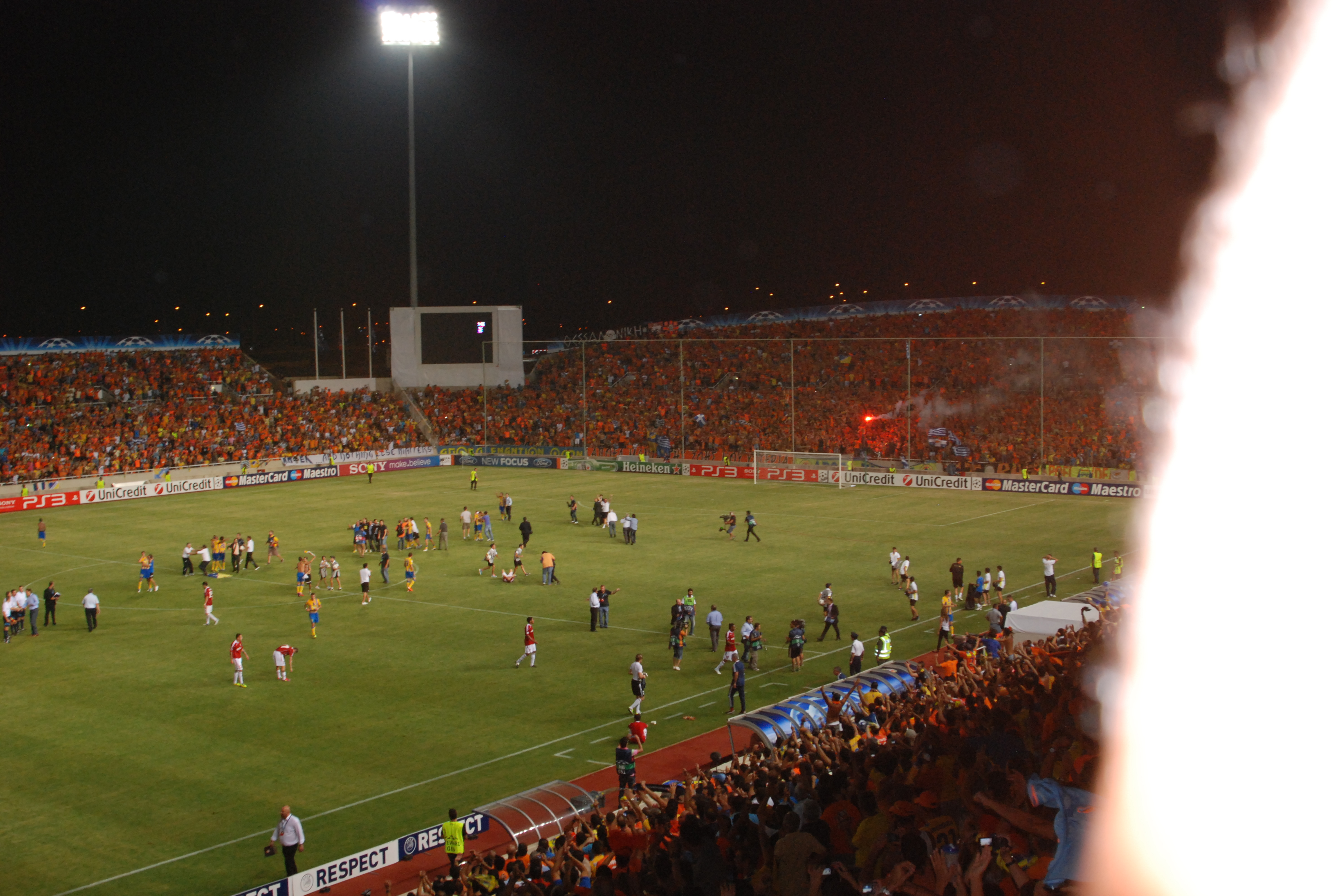
El Estadio GSP en Nicosia durante las eliminatorias de la Liga de Campeones de 2011 en 2009.

 Aparte de que el principal interés en el fútbol, Chipre ha mostrado ciertos logros en otros deportes. Marcos Baghdatis es uno de los tenistas de más éxito en la escena internacional que ha llegado a estar dentro de los 10 mejores ocupando el octavo puesto el 21 de agosto de 2006. Fue finalista en el Abierto de Australia en 2006, y llegó a la semifinal de Wimbledon en el mismo año. Kyriakos Ioannou es un atleta chipriota especializado en el Salto de altura que logró un salto de 2,35 m en el 11.º Campeonato Mundial de Atletismo celebrado en Osaka, Japón, en 2007 y ganó la medalla de bronce. Fue clasificado recientemente como tercero a nivel internacional y segundo en Europa.
Además, anualmente desde 1970 se corre el Rally de Chipre que formó parte del Campeonato de Europa de Rally, entre 2000 y 2009 del Campeonato Mundial de Rally y de 2010 a 2012 del Desafío Intercontinental de Rally.